# Liste des planètes mineures non numérotées découvertes en septembre 2020
Pour un article plus général, voir Liste des planètes mineures non numérotées découvertes en 2020.
Pour un article plus général, voir Liste des planètes mineures.
Cet article dresse la liste des planètes mineures (astéroïdes, centaures, objets transneptuniens et assimilés) non numérotées découvertes en septembre 2020 dans l'ordre de leur découverte.
Au 15 janvier 2025, 661 077 des 1 434 993 planètes mineures répertoriées par le Centre des planètes mineures ne sont pas encore numérotées, soit 46,07 %.

## Rappel concernant la désignation provisoire
La désignation provisoire indique l'ordre de découverte de ces objets. En effet, cette désignation est composée de l'année de découverte (par exemple 2020) suivie de la quinzaine (demi-mois) de découverte (p.e. A = 1-15 janvier) puis de l'ordre de découverte dans cette quinzaine. Cet ordre est indiqué par une lettre et éventuellement un chiffre comme suit : A pour la première découverte, B pour la deuxième, ..., Z pour la 25e (le I n'est pas utilisé pour éviter la confusion avec 1), A1 pour la 26e, B1 pour la 27e, etc. , Z1 pour la 50e, A2 pour la 51e, B2 pour la 52e, etc. L'ordre de la numérotation ne suit donc pas l'ordre alphanumérique. 2020 AA1 suit ainsi 2020 AZ et précède 2020 AB1.

## Listes

### Du1erau 15 septembre 2020
- 2020 RA
- 2020 RB
- 2020 RC
- 2020 RD
- 2020 RE
- 2020 RF
- 2020 RG
- 2020 RH
- 2020 RJ
- 2020 RK
- 2020 RL
- 2020 RM
- 2020 RN
- 2020 RO
- 2020 RP
- 2020 RQ
- 2020 RR
- 2020 RS
- 2020 RT
- 2020 RU
- 2020 RV
- 2020 RW
- 2020 RX
- 2020 RY
- 2020 RZ
- 2020 RA1
- 2020 RB1
- 2020 RC1
- 2020 RD1
- 2020 RE1
- 2020 RF1
- 2020 RG1
- 2020 RH1
- 2020 RJ1
- 2020 RK1
- 2020 RL1
- 2020 RM1
- 2020 RN1
- 2020 RO1
- 2020 RP1
- 2020 RQ1
- 2020 RR1
- 2020 RS1
- 2020 RT1
- 2020 RU1
- 2020 RW1
- 2020 RX1
- 2020 RY1
- 2020 RZ1
- 2020 RA2
- 2020 RB2
- 2020 RD2
- 2020 RE2
- 2020 RF2
- 2020 RG2
- 2020 RH2
- 2020 RJ2
- 2020 RK2
- 2020 RL2
- 2020 RM2
- 2020 RN2
- 2020 RO2
- 2020 RP2
- 2020 RQ2
- 2020 RR2
- 2020 RS2
- 2020 RT2
- 2020 RU2
- 2020 RV2
- 2020 RW2
- 2020 RX2
- 2020 RY2
- 2020 RZ2
- 2020 RA3
- 2020 RB3
- 2020 RC3
- 2020 RD3
- 2020 RE3
- 2020 RF3
- 2020 RG3
- 2020 RH3
- 2020 RJ3
- 2020 RK3
- 2020 RL3
- 2020 RM3
- 2020 RN3
- 2020 RO3
- 2020 RP3
- 2020 RQ3
- 2020 RR3
- 2020 RS3
- 2020 RT3
- 2020 RU3
- 2020 RV3
- 2020 RW3
- 2020 RX3
- 2020 RY3
- 2020 RZ3
- 2020 RA4
- 2020 RB4
- 2020 RC4
- 2020 RD4
- 2020 RE4
- 2020 RF4
- 2020 RG4
- 2020 RH4
- 2020 RJ4
- 2020 RK4
- 2020 RL4
- 2020 RM4
- 2020 RN4
- 2020 RO4
- 2020 RP4
- 2020 RQ4
- 2020 RR4
- 2020 RS4
- 2020 RT4
- 2020 RU4
- 2020 RV4
- 2020 RW4
- 2020 RX4
- 2020 RY4
- 2020 RZ4
- 2020 RA5
- 2020 RB5
- 2020 RC5
- 2020 RD5
- 2020 RE5
- 2020 RF5
- 2020 RG5
- 2020 RH5
- 2020 RJ5
- 2020 RK5
- 2020 RL5
- 2020 RM5
- 2020 RN5
- 2020 RO5
- 2020 RP5
- 2020 RQ5
- 2020 RS5
- 2020 RT5
- 2020 RU5
- 2020 RV5
- 2020 RW5
- 2020 RX5
- 2020 RY5
- 2020 RZ5
- 2020 RA6
- 2020 RB6
- 2020 RC6
- 2020 RD6
- 2020 RE6
- 2020 RF6
- 2020 RG6
- 2020 RH6
- 2020 RJ6
- 2020 RK6
- 2020 RL6
- 2020 RM6
- 2020 RN6
- 2020 RO6
- 2020 RP6
- 2020 RQ6
- 2020 RR6
- 2020 RS6
- 2020 RT6
- 2020 RU6
- 2020 RV6
- 2020 RW6
- 2020 RX6
- 2020 RY6
- 2020 RZ6
- 2020 RA7
- 2020 RB7
- 2020 RC7
- 2020 RD7
- 2020 RF7
- 2020 RG7
- 2020 RH7
- 2020 RJ7
- 2020 RK7
- 2020 RL7
- 2020 RM7
- 2020 RN7
- 2020 RO7
- 2020 RQ7
- 2020 RR7
- 2020 RS7
- 2020 RT7
- 2020 RU7
- 2020 RV7
- 2020 RW7
- 2020 RX7
- 2020 RY7
- 2020 RZ7
- 2020 RA8
- 2020 RB8
- 2020 RC8
- 2020 RD8
- 2020 RE8
- 2020 RF8
- 2020 RG8
- 2020 RH8
- 2020 RJ8
- 2020 RK8
- 2020 RM8
- 2020 RN8
- 2020 RO8
- 2020 RQ8
- 2020 RR8
- 2020 RS8
- 2020 RT8
- 2020 RU8
- 2020 RV8
- 2020 RW8
- 2020 RY8
- 2020 RZ8
- 2020 RA9
- 2020 RB9
- 2020 RC9
- 2020 RD9
- 2020 RE9
- 2020 RF9
- 2020 RG9
- 2020 RH9
- 2020 RJ9
- 2020 RK9
- 2020 RL9
- 2020 RM9
- 2020 RN9
- 2020 RO9
- 2020 RP9
- 2020 RQ9
- 2020 RR9
- 2020 RS9
- 2020 RT9
- 2020 RU9
- 2020 RV9
- 2020 RW9
- 2020 RX9
- 2020 RZ9
- 2020 RB10
- 2020 RC10
- 2020 RD10
- 2020 RE10
- 2020 RG10
- 2020 RH10
- 2020 RJ10
- 2020 RK10
- 2020 RL10
- 2020 RM10
- 2020 RN10
- 2020 RO10
- 2020 RP10
- 2020 RR10
- 2020 RT10
- 2020 RV10
- 2020 RA11
- 2020 RB11
- 2020 RG11
- 2020 RH11
- 2020 RL11
- 2020 RN11
- 2020 RO11
- 2020 RP11
- 2020 RQ11
- 2020 RR11
- 2020 RS11
- 2020 RT11
- 2020 RU11
- 2020 RV11
- 2020 RW11
- 2020 RX11
- 2020 RY11
- 2020 RZ11
- 2020 RA12
- 2020 RB12
- 2020 RC12
- 2020 RD12
- 2020 RF12
- 2020 RG12
- 2020 RH12
- 2020 RK12
- 2020 RM12
- 2020 RN12
- 2020 RO12
- 2020 RP12
- 2020 RQ12
- 2020 RS12
- 2020 RT12
- 2020 RU12
- 2020 RV12
- 2020 RW12
- 2020 RX12
- 2020 RY12
- 2020 RA13
- 2020 RB13
- 2020 RC13
- 2020 RD13
- 2020 RE13
- 2020 RF13
- 2020 RG13
- 2020 RH13
- 2020 RK13
- 2020 RL13
- 2020 RM13
- 2020 RN13
- 2020 RO13
- 2020 RP13
- 2020 RQ13
- 2020 RR13
- 2020 RS13
- 2020 RT13
- 2020 RU13
- 2020 RV13
- 2020 RW13
- 2020 RX13
- 2020 RY13
- 2020 RZ13
- 2020 RA14
- 2020 RB14
- 2020 RC14
- 2020 RD14
- 2020 RE14
- 2020 RF14
- 2020 RG14
- 2020 RH14
- 2020 RJ14
- 2020 RK14
- 2020 RL14
- 2020 RM14
- 2020 RN14
- 2020 RO14
- 2020 RP14
- 2020 RQ14
- 2020 RR14
- 2020 RS14
- 2020 RT14
- 2020 RU14
- 2020 RV14
- 2020 RW14
- 2020 RX14
- 2020 RY14
- 2020 RZ14
- 2020 RA15
- 2020 RB15
- 2020 RC15
- 2020 RD15
- 2020 RE15
- 2020 RF15
- 2020 RG15
- 2020 RH15
- 2020 RJ15
- 2020 RK15
- 2020 RL15
- 2020 RM15
- 2020 RN15
- 2020 RO15
- 2020 RP15
- 2020 RR15
- 2020 RS15
- 2020 RT15
- 2020 RU15
- 2020 RV15
- 2020 RW15
- 2020 RX15
- 2020 RY15
- 2020 RZ15
- 2020 RA16
- 2020 RB16
- 2020 RC16
- 2020 RD16
- 2020 RE16
- 2020 RF16
- 2020 RG16
- 2020 RH16
- 2020 RJ16
- 2020 RK16
- 2020 RL16
- 2020 RM16
- 2020 RN16
- 2020 RO16
- 2020 RP16
- 2020 RQ16
- 2020 RR16
- 2020 RS16
- 2020 RU16
- 2020 RV16
- 2020 RW16
- 2020 RX16
- 2020 RY16
- 2020 RZ16
- 2020 RA17
- 2020 RB17
- 2020 RC17
- 2020 RD17
- 2020 RE17
- 2020 RF17
- 2020 RG17
- 2020 RH17
- 2020 RJ17
- 2020 RL17
- 2020 RM17
- 2020 RN17
- 2020 RO17
- 2020 RP17
- 2020 RQ17
- 2020 RR17
- 2020 RS17
- 2020 RT17
- 2020 RU17
- 2020 RV17
- 2020 RW17
- 2020 RX17
- 2020 RY17
- 2020 RZ17
- 2020 RA18
- 2020 RB18
- 2020 RC18
- 2020 RD18
- 2020 RE18
- 2020 RF18
- 2020 RG18
- 2020 RH18
- 2020 RJ18
- 2020 RK18
- 2020 RM18
- 2020 RN18
- 2020 RO18
- 2020 RP18
- 2020 RQ18
- 2020 RR18
- 2020 RS18
- 2020 RT18
- 2020 RU18
- 2020 RV18
- 2020 RW18
- 2020 RX18
- 2020 RY18
- 2020 RZ18
- 2020 RA19
- 2020 RB19
- 2020 RC19
- 2020 RD19
- 2020 RE19
- 2020 RF19
- 2020 RG19
- 2020 RH19
- 2020 RJ19
- 2020 RK19
- 2020 RL19
- 2020 RN19
- 2020 RO19
- 2020 RP19
- 2020 RQ19
- 2020 RR19
- 2020 RS19
- 2020 RT19
- 2020 RU19
- 2020 RV19
- 2020 RW19
- 2020 RX19
- 2020 RY19
- 2020 RZ19
- 2020 RA20
- 2020 RB20
- 2020 RC20
- 2020 RD20
- 2020 RE20
- 2020 RF20
- 2020 RG20
- 2020 RH20
- 2020 RJ20
- 2020 RK20
- 2020 RL20
- 2020 RM20
- 2020 RN20
- 2020 RO20
- 2020 RP20
- 2020 RQ20
- 2020 RR20
- 2020 RS20
- 2020 RT20
- 2020 RU20
- 2020 RV20
- 2020 RW20
- 2020 RX20
- 2020 RY20
- 2020 RZ20
- 2020 RB21
- 2020 RC21
- 2020 RD21
- 2020 RE21
- 2020 RF21
- 2020 RG21
- 2020 RJ21
- 2020 RK21
- 2020 RL21
- 2020 RM21
- 2020 RN21
- 2020 RO21
- 2020 RR21
- 2020 RS21
- 2020 RT21
- 2020 RU21
- 2020 RV21
- 2020 RW21
- 2020 RX21
- 2020 RY21
- 2020 RZ21
- 2020 RA22
- 2020 RB22
- 2020 RC22
- 2020 RD22
- 2020 RE22
- 2020 RF22
- 2020 RG22
- 2020 RH22
- 2020 RJ22
- 2020 RK22
- 2020 RL22
- 2020 RM22
- 2020 RN22
- 2020 RO22
- 2020 RP22
- 2020 RQ22
- 2020 RR22
- 2020 RS22
- 2020 RT22
- 2020 RU22
- 2020 RV22
- 2020 RW22
- 2020 RX22
- 2020 RY22
- 2020 RZ22
- 2020 RA23
- 2020 RB23
- 2020 RC23
- 2020 RD23
- 2020 RE23
- 2020 RF23
- 2020 RG23
- 2020 RH23
- 2020 RJ23
- 2020 RK23
- 2020 RL23
- 2020 RM23
- 2020 RN23
- 2020 RO23
- 2020 RP23
- 2020 RR23
- 2020 RS23
- 2020 RT23
- 2020 RU23
- 2020 RW23
- 2020 RX23
- 2020 RY23
- 2020 RZ23
- 2020 RA24
- 2020 RB24
- 2020 RD24
- 2020 RF24
- 2020 RG24
- 2020 RH24
- 2020 RJ24
- 2020 RK24
- 2020 RL24
- 2020 RM24
- 2020 RN24
- 2020 RR24
- 2020 RS24
- 2020 RT24
- 2020 RU24
- 2020 RV24
- 2020 RW24
- 2020 RX24
- 2020 RY24
- 2020 RZ24
- 2020 RB25
- 2020 RC25
- 2020 RD25
- 2020 RF25
- 2020 RG25
- 2020 RH25
- 2020 RJ25
- 2020 RK25
- 2020 RM25
- 2020 RO25
- 2020 RQ25
- 2020 RR25
- 2020 RS25
- 2020 RT25
- 2020 RV25
- 2020 RW25
- 2020 RX25
- 2020 RY25
- 2020 RZ25
- 2020 RA26
- 2020 RB26
- 2020 RC26
- 2020 RE26
- 2020 RF26
- 2020 RG26
- 2020 RH26
- 2020 RJ26
- 2020 RK26
- 2020 RL26
- 2020 RM26
- 2020 RN26
- 2020 RO26
- 2020 RP26
- 2020 RQ26
- 2020 RR26
- 2020 RS26
- 2020 RU26
- 2020 RV26
- 2020 RW26
- 2020 RX26
- 2020 RY26
- 2020 RZ26
- 2020 RA27
- 2020 RB27
- 2020 RC27
- 2020 RD27
- 2020 RF27
- 2020 RH27
- 2020 RJ27
- 2020 RK27
- 2020 RL27
- 2020 RM27
- 2020 RN27
- 2020 RO27
- 2020 RP27
- 2020 RQ27
- 2020 RR27
- 2020 RS27
- 2020 RT27
- 2020 RU27
- 2020 RV27
- 2020 RW27
- 2020 RX27
- 2020 RY27
- 2020 RZ27
- 2020 RA28
- 2020 RB28
- 2020 RC28
- 2020 RD28
- 2020 RE28
- 2020 RF28
- 2020 RG28
- 2020 RH28
- 2020 RJ28
- 2020 RK28
- 2020 RL28
- 2020 RM28
- 2020 RN28
- 2020 RO28
- 2020 RP28
- 2020 RQ28
- 2020 RR28
- 2020 RU28
- 2020 RV28
- 2020 RW28
- 2020 RX28
- 2020 RY28
- 2020 RZ28
- 2020 RA29
- 2020 RB29
- 2020 RC29
- 2020 RD29
- 2020 RE29
- 2020 RG29
- 2020 RH29
- 2020 RJ29
- 2020 RK29
- 2020 RL29
- 2020 RM29
- 2020 RN29
- 2020 RO29
- 2020 RP29
- 2020 RQ29
- 2020 RS29
- 2020 RT29
- 2020 RU29
- 2020 RV29
- 2020 RX29
- 2020 RZ29
- 2020 RA30
- 2020 RB30
- 2020 RC30
- 2020 RD30
- 2020 RF30
- 2020 RG30
- 2020 RH30
- 2020 RJ30
- 2020 RK30
- 2020 RL30
- 2020 RO30
- 2020 RP30
- 2020 RQ30
- 2020 RS30
- 2020 RT30
- 2020 RU30
- 2020 RV30
- 2020 RW30
- 2020 RY30
- 2020 RZ30
- 2020 RA31
- 2020 RB31
- 2020 RC31
- 2020 RD31
- 2020 RE31
- 2020 RF31
- 2020 RG31
- 2020 RH31
- 2020 RJ31
- 2020 RK31
- 2020 RL31
- 2020 RM31
- 2020 RN31
- 2020 RP31
- 2020 RQ31
- 2020 RR31
- 2020 RS31
- 2020 RT31
- 2020 RV31
- 2020 RW31
- 2020 RX31
- 2020 RY31
- 2020 RZ31
- 2020 RA32
- 2020 RB32
- 2020 RD32
- 2020 RE32
- 2020 RF32
- 2020 RG32
- 2020 RH32
- 2020 RJ32
- 2020 RK32
- 2020 RL32
- 2020 RM32
- 2020 RN32
- 2020 RQ32
- 2020 RR32
- 2020 RS32
- 2020 RT32
- 2020 RV32
- 2020 RW32
- 2020 RX32
- 2020 RY32
- 2020 RZ32
- 2020 RB33
- 2020 RC33
- 2020 RD33
- 2020 RE33
- 2020 RG33
- 2020 RH33
- 2020 RJ33
- 2020 RL33
- 2020 RM33
- 2020 RO33
- 2020 RQ33
- 2020 RR33
- 2020 RS33
- 2020 RT33
- 2020 RU33
- 2020 RV33
- 2020 RW33
- 2020 RX33
- 2020 RY33
- 2020 RZ33
- 2020 RA34
- 2020 RB34
- 2020 RC34
- 2020 RD34
- 2020 RE34
- 2020 RF34
- 2020 RG34
- 2020 RJ34
- 2020 RK34
- 2020 RL34
- 2020 RM34
- 2020 RN34
- 2020 RO34
- 2020 RP34
- 2020 RQ34
- 2020 RR34
- 2020 RS34
- 2020 RT34
- 2020 RU34
- 2020 RV34
- 2020 RW34
- 2020 RY34
- 2020 RZ34
- 2020 RA35
- 2020 RC35
- 2020 RD35
- 2020 RF35
- 2020 RG35
- 2020 RH35
- 2020 RJ35
- 2020 RL35
- 2020 RM35
- 2020 RN35
- 2020 RO35
- 2020 RP35
- 2020 RQ35
- 2020 RR35
- 2020 RS35
- 2020 RT35
- 2020 RU35
- 2020 RV35
- 2020 RW35
- 2020 RX35
- 2020 RY35
- 2020 RZ35
- 2020 RA36
- 2020 RC36
- 2020 RD36
- 2020 RE36
- 2020 RF36
- 2020 RG36
- 2020 RH36
- 2020 RJ36
- 2020 RK36
- 2020 RL36
- 2020 RM36
- 2020 RN36
- 2020 RO36
- 2020 RP36
- 2020 RQ36
- 2020 RR36
- 2020 RT36
- 2020 RU36
- 2020 RV36
- 2020 RW36
- 2020 RX36
- 2020 RY36
- 2020 RZ36
- 2020 RA37
- 2020 RB37
- 2020 RC37
- 2020 RD37
- 2020 RE37
- 2020 RF37
- 2020 RG37
- 2020 RH37
- 2020 RJ37
- 2020 RK37
- 2020 RL37
- 2020 RM37
- 2020 RN37
- 2020 RP37
- 2020 RQ37
- 2020 RR37
- 2020 RT37
- 2020 RU37
- 2020 RV37
- 2020 RW37
- 2020 RX37
- 2020 RY37
- 2020 RZ37
- 2020 RA38
- 2020 RB38
- 2020 RD38
- 2020 RE38
- 2020 RG38
- 2020 RH38
- 2020 RJ38
- 2020 RK38
- 2020 RL38
- 2020 RM38
- 2020 RN38
- 2020 RO38
- 2020 RP38
- 2020 RQ38
- 2020 RR38
- 2020 RS38
- 2020 RT38
- 2020 RU38
- 2020 RV38
- 2020 RW38
- 2020 RX38
- 2020 RY38
- 2020 RZ38
- 2020 RA39
- 2020 RB39
- 2020 RC39
- 2020 RD39
- 2020 RE39
- 2020 RF39
- 2020 RG39
- 2020 RH39
- 2020 RJ39
- 2020 RK39
- 2020 RL39
- 2020 RM39
- 2020 RN39
- 2020 RO39
- 2020 RP39
- 2020 RQ39
- 2020 RR39
- 2020 RS39
- 2020 RT39
- 2020 RU39
- 2020 RV39
- 2020 RX39
- 2020 RY39
- 2020 RZ39
- 2020 RA40
- 2020 RB40
- 2020 RC40
- 2020 RD40
- 2020 RE40
- 2020 RF40
- 2020 RG40
- 2020 RH40
- 2020 RK40
- 2020 RL40
- 2020 RM40
- 2020 RN40
- 2020 RO40
- 2020 RP40
- 2020 RR40
- 2020 RS40
- 2020 RT40
- 2020 RU40
- 2020 RV40
- 2020 RW40
- 2020 RX40
- 2020 RY40
- 2020 RZ40
- 2020 RA41
- 2020 RB41
- 2020 RC41
- 2020 RD41
- 2020 RE41
- 2020 RF41
- 2020 RG41
- 2020 RH41
- 2020 RJ41
- 2020 RK41
- 2020 RL41
- 2020 RM41
- 2020 RN41
- 2020 RO41
- 2020 RP41
- 2020 RQ41
- 2020 RS41
- 2020 RT41
- 2020 RU41
- 2020 RW41
- 2020 RX41
- 2020 RY41
- 2020 RZ41
- 2020 RA42
- 2020 RC42
- 2020 RD42
- 2020 RE42
- 2020 RF42
- 2020 RH42
- 2020 RJ42
- 2020 RK42
- 2020 RL42
- 2020 RM42
- 2020 RN42
- 2020 RO42
- 2020 RQ42
- 2020 RR42
- 2020 RS42
- 2020 RT42
- 2020 RU42
- 2020 RV42
- 2020 RW42
- 2020 RX42
- 2020 RY42
- 2020 RZ42
- 2020 RA43
- 2020 RB43
- 2020 RD43
- 2020 RE43
- 2020 RF43
- 2020 RG43
- 2020 RK43
- 2020 RL43
- 2020 RM43
- 2020 RN43
- 2020 RO43
- 2020 RP43
- 2020 RQ43
- 2020 RR43
- 2020 RS43
- 2020 RT43
- 2020 RU43
- 2020 RW43
- 2020 RX43
- 2020 RA44
- 2020 RC44
- 2020 RG44
- 2020 RH44
- 2020 RJ44
- 2020 RK44
- 2020 RL44
- 2020 RM44
- 2020 RO44
- 2020 RP44
- 2020 RQ44
- 2020 RR44
- 2020 RS44
- 2020 RT44
- 2020 RU44
- 2020 RV44
- 2020 RW44
- 2020 RX44
- 2020 RY44
- 2020 RA45
- 2020 RC45
- 2020 RD45
- 2020 RE45
- 2020 RG45
- 2020 RH45
- 2020 RJ45
- 2020 RK45
- 2020 RL45
- 2020 RM45
- 2020 RN45
- 2020 RO45
- 2020 RP45
- 2020 RQ45
- 2020 RR45
- 2020 RS45
- 2020 RT45
- 2020 RU45
- 2020 RV45
- 2020 RW45
- 2020 RX45
- 2020 RY45
- 2020 RZ45
- 2020 RA46
- 2020 RB46
- 2020 RC46
- 2020 RD46
- 2020 RE46
- 2020 RH46
- 2020 RJ46
- 2020 RK46
- 2020 RL46
- 2020 RM46
- 2020 RN46
- 2020 RO46
- 2020 RP46
- 2020 RQ46
- 2020 RR46
- 2020 RS46
- 2020 RT46
- 2020 RU46
- 2020 RV46
- 2020 RW46
- 2020 RX46
- 2020 RY46
- 2020 RA47
- 2020 RB47
- 2020 RC47
- 2020 RD47
- 2020 RE47
- 2020 RF47
- 2020 RG47
- 2020 RH47
- 2020 RJ47
- 2020 RK47
- 2020 RL47
- 2020 RM47
- 2020 RN47
- 2020 RO47
- 2020 RP47
- 2020 RQ47
- 2020 RR47
- 2020 RS47
- 2020 RT47
- 2020 RU47
- 2020 RV47
- 2020 RW47
- 2020 RX47
- 2020 RY47
- 2020 RZ47
- 2020 RA48
- 2020 RB48
- 2020 RC48
- 2020 RD48
- 2020 RE48
- 2020 RG48
- 2020 RJ48
- 2020 RK48
- 2020 RM48
- 2020 RO48
- 2020 RP48
- 2020 RQ48
- 2020 RR48
- 2020 RS48
- 2020 RT48
- 2020 RU48
- 2020 RV48
- 2020 RW48
- 2020 RY48
- 2020 RZ48
- 2020 RB49
- 2020 RC49
- 2020 RD49
- 2020 RE49
- 2020 RF49
- 2020 RG49
- 2020 RH49
- 2020 RJ49
- 2020 RK49
- 2020 RL49
- 2020 RM49
- 2020 RN49
- 2020 RO49
- 2020 RP49
- 2020 RQ49
- 2020 RR49
- 2020 RS49
- 2020 RU49
- 2020 RV49
- 2020 RX49
- 2020 RY49
- 2020 RZ49
- 2020 RA50
- 2020 RB50
- 2020 RD50
- 2020 RE50
- 2020 RF50
- 2020 RG50
- 2020 RH50
- 2020 RJ50
- 2020 RK50
- 2020 RL50
- 2020 RM50
- 2020 RN50
- 2020 RO50
- 2020 RP50
- 2020 RQ50
- 2020 RR50
- 2020 RS50
- 2020 RT50
- 2020 RU50
- 2020 RV50
- 2020 RW50
- 2020 RX50
- 2020 RY50
- 2020 RA51
- 2020 RC51
- 2020 RD51
- 2020 RE51
- 2020 RF51
- 2020 RG51
- 2020 RH51
- 2020 RK51
- 2020 RL51
- 2020 RM51
- 2020 RN51
- 2020 RP51
- 2020 RQ51
- 2020 RR51
- 2020 RS51
- 2020 RT51
- 2020 RU51
- 2020 RV51
- 2020 RW51
- 2020 RX51
- 2020 RY51
- 2020 RZ51
- 2020 RA52
- 2020 RB52
- 2020 RC52
- 2020 RD52
- 2020 RE52
- 2020 RF52
- 2020 RG52
- 2020 RH52
- 2020 RJ52
- 2020 RK52
- 2020 RL52
- 2020 RM52
- 2020 RN52
- 2020 RO52
- 2020 RP52
- 2020 RQ52
- 2020 RR52
- 2020 RS52
- 2020 RT52
- 2020 RU52
- 2020 RV52
- 2020 RW52
- 2020 RX52
- 2020 RY52
- 2020 RZ52
- 2020 RA53
- 2020 RB53
- 2020 RC53
- 2020 RD53
- 2020 RE53
- 2020 RF53
- 2020 RG53
- 2020 RH53
- 2020 RK53
- 2020 RL53
- 2020 RM53
- 2020 RN53
- 2020 RP53
- 2020 RQ53
- 2020 RR53
- 2020 RT53
- 2020 RV53
- 2020 RW53
- 2020 RY53
- 2020 RZ53
- 2020 RA54
- 2020 RB54
- 2020 RC54
- 2020 RD54
- 2020 RE54
- 2020 RF54
- 2020 RG54
- 2020 RH54
- 2020 RJ54
- 2020 RK54
- 2020 RL54
- 2020 RM54
- 2020 RN54
- 2020 RO54
- 2020 RP54
- 2020 RQ54
- 2020 RR54
- 2020 RS54
- 2020 RT54
- 2020 RU54
- 2020 RV54
- 2020 RW54
- 2020 RY54
- 2020 RA55
- 2020 RB55
- 2020 RC55
- 2020 RD55
- 2020 RE55
- 2020 RF55
- 2020 RJ55
- 2020 RK55
- 2020 RL55
- 2020 RM55
- 2020 RN55
- 2020 RO55
- 2020 RP55
- 2020 RQ55
- 2020 RR55
- 2020 RS55
- 2020 RT55
- 2020 RU55
- 2020 RV55
- 2020 RW55
- 2020 RZ55
- 2020 RA56
- 2020 RB56
- 2020 RC56
- 2020 RD56
- 2020 RE56
- 2020 RF56
- 2020 RG56
- 2020 RH56
- 2020 RJ56
- 2020 RK56
- 2020 RL56
- 2020 RM56
- 2020 RN56
- 2020 RO56
- 2020 RP56
- 2020 RQ56
- 2020 RR56
- 2020 RS56
- 2020 RT56
- 2020 RU56
- 2020 RV56
- 2020 RW56
- 2020 RX56
- 2020 RY56
- 2020 RZ56
- 2020 RA57
- 2020 RB57
- 2020 RC57
- 2020 RD57
- 2020 RE57
- 2020 RF57
- 2020 RG57
- 2020 RH57
- 2020 RJ57
- 2020 RK57
- 2020 RL57
- 2020 RM57
- 2020 RN57
- 2020 RO57
- 2020 RP57
- 2020 RQ57
- 2020 RR57
- 2020 RS57
- 2020 RT57
- 2020 RU57
- 2020 RV57
- 2020 RW57
- 2020 RX57
- 2020 RY57
- 2020 RZ57
- 2020 RA58
- 2020 RB58
- 2020 RC58
- 2020 RD58
- 2020 RE58
- 2020 RF58
- 2020 RG58
- 2020 RH58
- 2020 RJ58
- 2020 RK58
- 2020 RL58
- 2020 RM58
- 2020 RO58
- 2020 RP58
- 2020 RQ58
- 2020 RR58
- 2020 RS58
- 2020 RT58
- 2020 RU58
- 2020 RV58
- 2020 RW58
- 2020 RX58
- 2020 RY58
- 2020 RZ58
- 2020 RA59
- 2020 RB59
- 2020 RD59
- 2020 RE59
- 2020 RF59
- 2020 RG59
- 2020 RH59
- 2020 RJ59
- 2020 RK59
- 2020 RL59
- 2020 RM59
- 2020 RN59
- 2020 RO59
- 2020 RP59
- 2020 RQ59
- 2020 RR59
- 2020 RS59
- 2020 RT59
- 2020 RU59
- 2020 RV59
- 2020 RW59
- 2020 RX59
- 2020 RY59
- 2020 RA60
- 2020 RB60
- 2020 RC60
- 2020 RD60
- 2020 RE60
- 2020 RF60
- 2020 RG60
- 2020 RH60
- 2020 RJ60
- 2020 RK60
- 2020 RL60
- 2020 RM60
- 2020 RN60
- 2020 RO60
- 2020 RP60
- 2020 RQ60
- 2020 RR60
- 2020 RT60
- 2020 RU60
- 2020 RV60
- 2020 RW60
- 2020 RX60
- 2020 RY60
- 2020 RZ60
- 2020 RA61
- 2020 RB61
- 2020 RC61
- 2020 RD61
- 2020 RE61
- 2020 RF61
- 2020 RG61
- 2020 RH61
- 2020 RJ61
- 2020 RK61
- 2020 RM61
- 2020 RN61
- 2020 RO61
- 2020 RP61
- 2020 RQ61
- 2020 RR61
- 2020 RS61
- 2020 RT61
- 2020 RU61
- 2020 RV61
- 2020 RW61
- 2020 RX61
- 2020 RY61
- 2020 RZ61
- 2020 RA62
- 2020 RB62
- 2020 RC62
- 2020 RD62
- 2020 RE62
- 2020 RF62
- 2020 RG62
- 2020 RH62
- 2020 RJ62
- 2020 RK62
- 2020 RM62
- 2020 RN62
- 2020 RO62
- 2020 RP62
- 2020 RQ62
- 2020 RR62
- 2020 RS62
- 2020 RT62
- 2020 RV62
- 2020 RW62
- 2020 RX62
- 2020 RY62
- 2020 RZ62
- 2020 RA63
- 2020 RB63
- 2020 RC63
- 2020 RD63
- 2020 RE63
- 2020 RF63
- 2020 RH63
- 2020 RJ63
- 2020 RK63
- 2020 RL63
- 2020 RN63
- 2020 RO63
- 2020 RQ63
- 2020 RR63
- 2020 RS63
- 2020 RT63
- 2020 RU63
- 2020 RV63
- 2020 RW63
- 2020 RX63
- 2020 RY63
- 2020 RZ63
- 2020 RA64
- 2020 RB64
- 2020 RC64
- 2020 RD64
- 2020 RE64
- 2020 RF64
- 2020 RG64
- 2020 RH64
- 2020 RJ64
- 2020 RK64
- 2020 RN64
- 2020 RP64
- 2020 RQ64
- 2020 RR64
- 2020 RS64
- 2020 RT64
- 2020 RU64
- 2020 RV64
- 2020 RW64
- 2020 RX64
- 2020 RZ64
- 2020 RA65
- 2020 RB65
- 2020 RC65
- 2020 RD65
- 2020 RE65
- 2020 RF65
- 2020 RG65
- 2020 RH65
- 2020 RJ65
- 2020 RK65
- 2020 RL65
- 2020 RM65
- 2020 RN65
- 2020 RO65
- 2020 RP65
- 2020 RQ65
- 2020 RR65
- 2020 RS65
- 2020 RT65
- 2020 RU65
- 2020 RV65
- 2020 RX65
- 2020 RY65
- 2020 RA66
- 2020 RB66
- 2020 RC66
- 2020 RD66
- 2020 RE66
- 2020 RF66
- 2020 RG66
- 2020 RH66
- 2020 RJ66
- 2020 RK66
- 2020 RL66
- 2020 RM66
- 2020 RN66
- 2020 RO66
- 2020 RP66
- 2020 RQ66
- 2020 RR66
- 2020 RS66
- 2020 RT66
- 2020 RU66
- 2020 RV66
- 2020 RW66
- 2020 RX66
- 2020 RY66
- 2020 RZ66
- 2020 RA67
- 2020 RB67
- 2020 RD67
- 2020 RE67
- 2020 RF67
- 2020 RG67
- 2020 RH67
- 2020 RJ67
- 2020 RK67
- 2020 RL67
- 2020 RM67
- 2020 RN67
- 2020 RO67
- 2020 RP67
- 2020 RQ67
- 2020 RR67
- 2020 RS67
- 2020 RT67
- 2020 RU67
- 2020 RV67
- 2020 RW67
- 2020 RX67
- 2020 RY67
- 2020 RZ67
- 2020 RA68
- 2020 RB68
- 2020 RC68
- 2020 RD68
- 2020 RE68
- 2020 RF68
- 2020 RG68
- 2020 RH68
- 2020 RJ68
- 2020 RK68
- 2020 RL68
- 2020 RM68
- 2020 RN68
- 2020 RO68
- 2020 RP68
- 2020 RQ68
- 2020 RR68
- 2020 RS68
- 2020 RT68
- 2020 RU68
- 2020 RV68
- 2020 RW68
- 2020 RX68
- 2020 RY68
- 2020 RZ68
- 2020 RA69
- 2020 RB69
- 2020 RC69
- 2020 RD69
- 2020 RE69
- 2020 RF69
- 2020 RG69
- 2020 RH69
- 2020 RJ69
- 2020 RK69
- 2020 RL69
- 2020 RM69
- 2020 RN69
- 2020 RO69
- 2020 RP69
- 2020 RQ69
- 2020 RR69
- 2020 RS69
- 2020 RT69
- 2020 RU69
- 2020 RV69
- 2020 RW69
- 2020 RX69
- 2020 RY69
- 2020 RZ69
- 2020 RA70
- 2020 RC70
- 2020 RD70
- 2020 RE70
- 2020 RF70
- 2020 RG70
- 2020 RH70
- 2020 RJ70
- 2020 RK70
- 2020 RL70
- 2020 RM70
- 2020 RN70
- 2020 RO70
- 2020 RP70
- 2020 RQ70
- 2020 RR70
- 2020 RS70
- 2020 RT70
- 2020 RU70
- 2020 RV70
- 2020 RW70
- 2020 RX70
- 2020 RY70
- 2020 RZ70
- 2020 RA71
- 2020 RB71
- 2020 RC71
- 2020 RE71
- 2020 RF71
- 2020 RG71
- 2020 RH71
- 2020 RJ71
- 2020 RK71
- 2020 RL71
- 2020 RM71
- 2020 RO71
- 2020 RP71
- 2020 RQ71
- 2020 RR71
- 2020 RS71
- 2020 RT71
- 2020 RU71
- 2020 RV71
- 2020 RW71
- 2020 RX71
- 2020 RY71
- 2020 RZ71
- 2020 RA72
- 2020 RB72
- 2020 RC72
- 2020 RD72
- 2020 RE72
- 2020 RF72
- 2020 RG72
- 2020 RH72
- 2020 RJ72
- 2020 RK72
- 2020 RL72
- 2020 RM72
- 2020 RN72
- 2020 RO72
- 2020 RP72
- 2020 RQ72
- 2020 RR72
- 2020 RS72
- 2020 RT72
- 2020 RU72
- 2020 RV72
- 2020 RW72
- 2020 RX72
- 2020 RY72
- 2020 RZ72
- 2020 RA73
- 2020 RB73
- 2020 RC73
- 2020 RD73
- 2020 RE73
- 2020 RF73
- 2020 RG73
- 2020 RH73
- 2020 RJ73
- 2020 RK73
- 2020 RM73
- 2020 RN73
- 2020 RO73
- 2020 RP73
- 2020 RQ73
- 2020 RR73
- 2020 RS73
- 2020 RT73
- 2020 RU73
- 2020 RV73
- 2020 RW73
- 2020 RX73
- 2020 RY73
- 2020 RZ73
- 2020 RA74
- 2020 RB74
- 2020 RC74
- 2020 RD74
- 2020 RE74
- 2020 RF74
- 2020 RG74
- 2020 RH74
- 2020 RJ74
- 2020 RK74
- 2020 RL74
- 2020 RM74
- 2020 RN74
- 2020 RO74
- 2020 RP74
- 2020 RQ74
- 2020 RR74
- 2020 RS74
- 2020 RT74
- 2020 RU74
- 2020 RV74
- 2020 RX74
- 2020 RY74
- 2020 RZ74
- 2020 RA75
- 2020 RB75
- 2020 RC75
- 2020 RD75
- 2020 RE75
- 2020 RF75
- 2020 RG75
- 2020 RH75
- 2020 RJ75
- 2020 RK75
- 2020 RL75
- 2020 RM75
- 2020 RN75
- 2020 RO75
- 2020 RP75
- 2020 RQ75
- 2020 RR75
- 2020 RS75
- 2020 RT75
- 2020 RU75
- 2020 RV75
- 2020 RW75
- 2020 RX75
- 2020 RY75
- 2020 RZ75
- 2020 RA76
- 2020 RB76
- 2020 RC76
- 2020 RD76
- 2020 RE76
- 2020 RF76
- 2020 RG76
- 2020 RH76
- 2020 RK76
- 2020 RL76
- 2020 RM76
- 2020 RN76
- 2020 RO76
- 2020 RP76
- 2020 RQ76
- 2020 RR76
- 2020 RS76
- 2020 RT76
- 2020 RU76
- 2020 RV76
- 2020 RW76
- 2020 RX76
- 2020 RY76
- 2020 RZ76
- 2020 RA77
- 2020 RB77
- 2020 RC77
- 2020 RD77
- 2020 RE77
- 2020 RF77
- 2020 RG77
- 2020 RH77
- 2020 RJ77
- 2020 RL77
- 2020 RM77
- 2020 RN77
- 2020 RO77
- 2020 RP77
- 2020 RQ77
- 2020 RR77
- 2020 RS77
- 2020 RT77
- 2020 RU77
- 2020 RV77
- 2020 RW77
- 2020 RX77
- 2020 RY77
- 2020 RZ77
- 2020 RA78
- 2020 RD78
- 2020 RE78
- 2020 RG78
- 2020 RJ78
- 2020 RK78
- 2020 RL78
- 2020 RO78
- 2020 RP78
- 2020 RQ78
- 2020 RR78
- 2020 RU78
- 2020 RV78
- 2020 RW78
- 2020 RX78
- 2020 RY78
- 2020 RZ78
- 2020 RA79
- 2020 RC79
- 2020 RD79
- 2020 RE79
- 2020 RF79
- 2020 RG79
- 2020 RH79
- 2020 RK79
- 2020 RN79
- 2020 RO79
- 2020 RP79
- 2020 RQ79
- 2020 RR79
- 2020 RS79
- 2020 RT79
- 2020 RU79
- 2020 RV79
- 2020 RW79
- 2020 RY79
- 2020 RZ79
- 2020 RB80
- 2020 RC80
- 2020 RD80
- 2020 RE80
- 2020 RF80
- 2020 RG80
- 2020 RH80
- 2020 RJ80
- 2020 RK80
- 2020 RN80
- 2020 RO80
- 2020 RQ80
- 2020 RR80
- 2020 RS80
- 2020 RT80
- 2020 RU80
- 2020 RV80
- 2020 RW80
- 2020 RY80
- 2020 RZ80
- 2020 RA81
- 2020 RC81
- 2020 RD81
- 2020 RE81
- 2020 RF81
- 2020 RH81
- 2020 RJ81
- 2020 RL81
- 2020 RM81
- 2020 RN81
- 2020 RO81
- 2020 RP81
- 2020 RQ81
- 2020 RR81
- 2020 RS81
- 2020 RT81
- 2020 RU81
- 2020 RV81
- 2020 RW81
- 2020 RX81
- 2020 RY81
- 2020 RZ81
- 2020 RA82
- 2020 RB82
- 2020 RC82
- 2020 RD82
- 2020 RE82
- 2020 RF82
- 2020 RG82
- 2020 RH82
- 2020 RJ82
- 2020 RK82
- 2020 RL82
- 2020 RM82
- 2020 RN82
- 2020 RP82
- 2020 RR82
- 2020 RS82
- 2020 RT82
- 2020 RV82
- 2020 RW82
- 2020 RX82
- 2020 RY82
- 2020 RZ82
- 2020 RA83
- 2020 RB83
- 2020 RC83
- 2020 RD83
- 2020 RE83
- 2020 RF83
- 2020 RG83
- 2020 RH83
- 2020 RK83
- 2020 RL83
- 2020 RM83
- 2020 RN83
- 2020 RP83
- 2020 RR83
- 2020 RS83
- 2020 RT83
- 2020 RU83
- 2020 RV83
- 2020 RW83
- 2020 RX83
- 2020 RY83
- 2020 RZ83
- 2020 RA84
- 2020 RB84
- 2020 RC84
- 2020 RD84
- 2020 RE84
- 2020 RH84
- 2020 RJ84
- 2020 RK84
- 2020 RL84
- 2020 RM84
- 2020 RO84
- 2020 RP84
- 2020 RQ84
- 2020 RR84
- 2020 RS84
- 2020 RT84
- 2020 RU84
- 2020 RV84
- 2020 RW84
- 2020 RX84
- 2020 RY84
- 2020 RZ84
- 2020 RA85
- 2020 RB85
- 2020 RC85
- 2020 RD85
- 2020 RE85
- 2020 RF85
- 2020 RG85
- 2020 RH85
- 2020 RJ85
- 2020 RK85
- 2020 RL85
- 2020 RM85
- 2020 RN85
- 2020 RO85
- 2020 RP85
- 2020 RQ85
- 2020 RR85
- 2020 RS85
- 2020 RT85
- 2020 RU85
- 2020 RV85
- 2020 RW85
- 2020 RX85
- 2020 RY85
- 2020 RZ85
- 2020 RA86
- 2020 RB86
- 2020 RC86
- 2020 RE86
- 2020 RF86
- 2020 RH86
- 2020 RJ86
- 2020 RK86
- 2020 RL86
- 2020 RN86
- 2020 RO86
- 2020 RP86
- 2020 RQ86
- 2020 RR86
- 2020 RS86
- 2020 RT86
- 2020 RU86
- 2020 RV86
- 2020 RA87
- 2020 RB87
- 2020 RC87
- 2020 RD87
- 2020 RE87
- 2020 RF87
- 2020 RG87
- 2020 RH87
- 2020 RJ87
- 2020 RK87
- 2020 RL87
- 2020 RM87
- 2020 RN87
- 2020 RO87
- 2020 RP87
- 2020 RQ87
- 2020 RR87
- 2020 RS87
- 2020 RT87
- 2020 RU87
- 2020 RV87
- 2020 RX87
- 2020 RY87
- 2020 RZ87
- 2020 RA88
- 2020 RB88
- 2020 RC88
- 2020 RD88
- 2020 RF88
- 2020 RJ88
- 2020 RK88
- 2020 RL88
- 2020 RM88
- 2020 RN88
- 2020 RO88
- 2020 RP88
- 2020 RQ88
- 2020 RR88
- 2020 RT88
- 2020 RV88
- 2020 RW88
- 2020 RX88
- 2020 RY88
- 2020 RA89
- 2020 RB89
- 2020 RC89
- 2020 RD89
- 2020 RE89
- 2020 RF89
- 2020 RG89
- 2020 RH89
- 2020 RJ89
- 2020 RK89
- 2020 RL89
- 2020 RM89
- 2020 RN89
- 2020 RO89
- 2020 RP89
- 2020 RQ89
- 2020 RR89
- 2020 RS89
- 2020 RT89
- 2020 RU89
- 2020 RV89
- 2020 RW89
- 2020 RX89
- 2020 RZ89
- 2020 RA90
- 2020 RC90
- 2020 RD90
- 2020 RE90
- 2020 RF90
- 2020 RG90
- 2020 RH90
- 2020 RJ90
- 2020 RK90
- 2020 RL90
- 2020 RM90
- 2020 RN90
- 2020 RP90
- 2020 RR90
- 2020 RS90
- 2020 RT90
- 2020 RU90
- 2020 RV90
- 2020 RW90
- 2020 RY90
- 2020 RZ90
- 2020 RA91
- 2020 RB91
- 2020 RC91
- 2020 RD91
- 2020 RG91
- 2020 RH91
- 2020 RJ91
- 2020 RK91
- 2020 RL91
- 2020 RM91
- 2020 RN91
- 2020 RO91
- 2020 RP91
- 2020 RQ91
- 2020 RR91
- 2020 RS91
- 2020 RT91
- 2020 RV91
- 2020 RW91
- 2020 RX91
- 2020 RY91
- 2020 RA92
- 2020 RB92
- 2020 RC92
- 2020 RD92
- 2020 RE92
- 2020 RF92
- 2020 RG92
- 2020 RH92
- 2020 RJ92
- 2020 RK92
- 2020 RL92
- 2020 RM92
- 2020 RN92
- 2020 RO92
- 2020 RP92
- 2020 RR92
- 2020 RS92
- 2020 RT92
- 2020 RU92
- 2020 RV92
- 2020 RW92
- 2020 RX92
- 2020 RY92
- 2020 RZ92
- 2020 RA93
- 2020 RB93
- 2020 RC93
- 2020 RD93
- 2020 RE93
- 2020 RG93
- 2020 RH93
- 2020 RL93
- 2020 RM93
- 2020 RN93
- 2020 RO93
- 2020 RQ93
- 2020 RR93
- 2020 RS93
- 2020 RT93
- 2020 RU93
- 2020 RV93
- 2020 RW93
- 2020 RX93
- 2020 RY93
- 2020 RA94
- 2020 RB94
- 2020 RE94
- 2020 RF94
- 2020 RG94
- 2020 RH94
- 2020 RJ94
- 2020 RK94
- 2020 RL94
- 2020 RM94
- 2020 RP94
- 2020 RQ94
- 2020 RS94
- 2020 RT94
- 2020 RU94
- 2020 RV94
- 2020 RW94
- 2020 RX94
- 2020 RY94
- 2020 RZ94
- 2020 RA95
- 2020 RB95
- 2020 RC95
- 2020 RD95
- 2020 RE95
- 2020 RF95
- 2020 RG95
- 2020 RJ95
- 2020 RK95
- 2020 RL95
- 2020 RM95
- 2020 RN95
- 2020 RO95
- 2020 RP95
- 2020 RQ95
- 2020 RR95
- 2020 RS95
- 2020 RT95
- 2020 RU95
- 2020 RV95
- 2020 RW95
- 2020 RX95
- 2020 RY95
- 2020 RZ95
- 2020 RA96
- 2020 RB96
- 2020 RC96
- 2020 RE96
- 2020 RG96
- 2020 RH96
- 2020 RJ96
- 2020 RL96
- 2020 RM96
- 2020 RN96
- 2020 RO96
- 2020 RP96
- 2020 RQ96
- 2020 RR96
- 2020 RS96
- 2020 RT96
- 2020 RU96
- 2020 RW96
- 2020 RX96
- 2020 RY96
- 2020 RZ96
- 2020 RA97
- 2020 RB97
- 2020 RC97
- 2020 RD97
- 2020 RE97
- 2020 RF97
- 2020 RG97
- 2020 RH97
- 2020 RJ97
- 2020 RK97
- 2020 RL97
- 2020 RM97
- 2020 RN97
- 2020 RO97
- 2020 RP97
- 2020 RQ97
- 2020 RR97
- 2020 RT97
- 2020 RV97
- 2020 RY97
- 2020 RZ97
- 2020 RA98
- 2020 RC98
- 2020 RD98
- 2020 RE98
- 2020 RG98
- 2020 RH98
- 2020 RJ98
- 2020 RL98
- 2020 RM98
- 2020 RN98
- 2020 RO98
- 2020 RP98
- 2020 RQ98
- 2020 RR98
- 2020 RT98
- 2020 RV98
- 2020 RX98
- 2020 RZ98
- 2020 RA99
- 2020 RB99
- 2020 RD99
- 2020 RE99
- 2020 RF99
- 2020 RG99
- 2020 RH99
- 2020 RJ99
- 2020 RK99
- 2020 RL99
- 2020 RM99
- 2020 RN99
- 2020 RP99
- 2020 RQ99
- 2020 RR99
- 2020 RT99
- 2020 RV99
- 2020 RW99
- 2020 RX99
- 2020 RY99
- 2020 RZ99
- 2020 RA100
- 2020 RB100
- 2020 RC100
- 2020 RD100
- 2020 RE100
- 2020 RF100
- 2020 RG100
- 2020 RH100
- 2020 RJ100
- 2020 RK100
- 2020 RL100
- 2020 RM100
- 2020 RO100
- 2020 RP100
- 2020 RQ100
- 2020 RR100
- 2020 RS100
- 2020 RT100
- 2020 RU100
- 2020 RV100
- 2020 RW100
- 2020 RX100
- 2020 RY100
- 2020 RZ100
- 2020 RA101
- 2020 RB101
- 2020 RC101
- 2020 RD101
- 2020 RE101
- 2020 RG101
- 2020 RH101
- 2020 RJ101
- 2020 RL101
- 2020 RM101
- 2020 RO101
- 2020 RQ101
- 2020 RR101
- 2020 RS101
- 2020 RT101
- 2020 RU101
- 2020 RV101
- 2020 RW101
- 2020 RX101
- 2020 RY101
- 2020 RZ101
- 2020 RA102
- 2020 RB102
- 2020 RD102
- 2020 RE102
- 2020 RG102
- 2020 RH102
- 2020 RJ102
- 2020 RK102
- 2020 RL102
- 2020 RM102
- 2020 RN102
- 2020 RO102
- 2020 RP102
- 2020 RQ102
- 2020 RR102
- 2020 RS102
- 2020 RT102
- 2020 RU102
- 2020 RV102
- 2020 RW102
- 2020 RX102
- 2020 RY102
- 2020 RZ102
- 2020 RA103
- 2020 RB103
- 2020 RC103
- 2020 RD103
- 2020 RE103
- 2020 RF103
- 2020 RG103
- 2020 RH103
- 2020 RJ103
- 2020 RK103
- 2020 RM103
- 2020 RN103
- 2020 RO103
- 2020 RP103
- 2020 RQ103
- 2020 RR103
- 2020 RS103
- 2020 RT103
- 2020 RV103
- 2020 RX103
- 2020 RY103
- 2020 RA104
- 2020 RC104
- 2020 RD104
- 2020 RE104
- 2020 RF104
- 2020 RG104
- 2020 RH104
- 2020 RJ104
- 2020 RK104
- 2020 RL104
- 2020 RM104
- 2020 RN104
- 2020 RO104
- 2020 RP104
- 2020 RQ104
- 2020 RR104
- 2020 RS104
- 2020 RT104
- 2020 RU104
- 2020 RV104
- 2020 RX104
- 2020 RZ104
- 2020 RE105
- 2020 RF105
- 2020 RH105
- 2020 RJ105
- 2020 RK105
- 2020 RL105
- 2020 RM105
- 2020 RN105
- 2020 RO105
- 2020 RP105
- 2020 RR105
- 2020 RS105
- 2020 RT105
- 2020 RU105
- 2020 RV105
- 2020 RW105
- 2020 RX105
- 2020 RC106
- 2020 RD106
- 2020 RE106
- 2020 RF106
- 2020 RG106
- 2020 RH106
- 2020 RJ106
- 2020 RK106
- 2020 RL106
- 2020 RM106
- 2020 RN106
- 2020 RO106
- 2020 RP106
- 2020 RQ106
- 2020 RR106
- 2020 RS106
- 2020 RT106
- 2020 RU106
- 2020 RV106
- 2020 RX106
- 2020 RY106
- 2020 RA107
- 2020 RB107
- 2020 RC107
- 2020 RD107
- 2020 RE107
- 2020 RF107
- 2020 RG107
- 2020 RH107
- 2020 RJ107
- 2020 RK107
- 2020 RL107
- 2020 RN107
- 2020 RO107
- 2020 RP107
- 2020 RQ107
- 2020 RR107
- 2020 RS107
- 2020 RT107
- 2020 RU107
- 2020 RV107
- 2020 RW107
- 2020 RX107
- 2020 RY107
- 2020 RZ107
- 2020 RA108
- 2020 RB108
- 2020 RC108
- 2020 RD108
- 2020 RE108
- 2020 RF108
- 2020 RG108
- 2020 RH108
- 2020 RK108
- 2020 RL108
- 2020 RM108
- 2020 RN108
- 2020 RO108
- 2020 RP108
- 2020 RQ108
- 2020 RR108
- 2020 RS108
- 2020 RT108
- 2020 RU108
- 2020 RW108
- 2020 RY108
- 2020 RZ108
- 2020 RA109
- 2020 RB109
- 2020 RC109
- 2020 RD109
- 2020 RE109
- 2020 RF109
- 2020 RG109
- 2020 RH109
- 2020 RJ109
- 2020 RK109
- 2020 RL109
- 2020 RM109
- 2020 RN109
- 2020 RO109
- 2020 RP109
- 2020 RQ109
- 2020 RR109
- 2020 RS109
- 2020 RT109
- 2020 RU109
- 2020 RV109
- 2020 RW109
- 2020 RX109
- 2020 RY109
- 2020 RZ109
- 2020 RA110
- 2020 RB110
- 2020 RC110
- 2020 RD110
- 2020 RE110
- 2020 RF110
- 2020 RG110
- 2020 RK110
- 2020 RL110
- 2020 RM110
- 2020 RN110
- 2020 RO110
- 2020 RP110
- 2020 RQ110
- 2020 RR110
- 2020 RS110
- 2020 RT110
- 2020 RU110
- 2020 RV110
- 2020 RW110
- 2020 RX110
- 2020 RY110
- 2020 RA111
- 2020 RB111
- 2020 RC111
- 2020 RE111
- 2020 RF111
- 2020 RG111
- 2020 RH111
- 2020 RJ111
- 2020 RK111
- 2020 RM111
- 2020 RN111
- 2020 RQ111
- 2020 RR111
- 2020 RS111
- 2020 RT111
- 2020 RU111
- 2020 RV111
- 2020 RY111
- 2020 RZ111
- 2020 RA112
- 2020 RB112
- 2020 RC112
- 2020 RD112
- 2020 RE112
- 2020 RG112
- 2020 RH112
- 2020 RJ112
- 2020 RK112
- 2020 RL112
- 2020 RM112
- 2020 RO112
- 2020 RP112
- 2020 RQ112
- 2020 RR112
- 2020 RS112
- 2020 RT112
- 2020 RU112
- 2020 RV112
- 2020 RW112
- 2020 RX112
- 2020 RY112
- 2020 RZ112
- 2020 RA113
- 2020 RB113
- 2020 RC113
- 2020 RD113
- 2020 RE113
- 2020 RF113
- 2020 RG113
- 2020 RH113
- 2020 RJ113
- 2020 RK113
- 2020 RL113
- 2020 RM113
- 2020 RN113
- 2020 RO113
- 2020 RP113
- 2020 RQ113
- 2020 RR113
- 2020 RS113
- 2020 RT113
- 2020 RU113
- 2020 RV113
- 2020 RW113
- 2020 RX113
- 2020 RY113
- 2020 RA114
- 2020 RB114
- 2020 RC114
- 2020 RD114
- 2020 RE114
- 2020 RF114
- 2020 RG114
- 2020 RH114
- 2020 RJ114
- 2020 RK114
- 2020 RL114
- 2020 RM114
- 2020 RN114
- 2020 RO114
- 2020 RP114
- 2020 RQ114
- 2020 RR114
- 2020 RS114
- 2020 RT114
- 2020 RU114
- 2020 RV114
- 2020 RW114
- 2020 RX114
- 2020 RY114
- 2020 RZ114
- 2020 RA115
- 2020 RB115
- 2020 RC115
- 2020 RD115
- 2020 RE115
- 2020 RF115
- 2020 RG115
- 2020 RH115
- 2020 RJ115
- 2020 RK115
- 2020 RL115
- 2020 RM115
- 2020 RN115
- 2020 RO115
- 2020 RP115
- 2020 RQ115
- 2020 RR115
- 2020 RT115
- 2020 RU115
- 2020 RV115
- 2020 RW115
- 2020 RX115
- 2020 RY115
- 2020 RZ115
- 2020 RA116
- 2020 RB116
- 2020 RC116
- 2020 RD116
- 2020 RE116
- 2020 RF116
- 2020 RH116
- 2020 RJ116
- 2020 RK116
- 2020 RL116
- 2020 RN116
- 2020 RO116
- 2020 RP116
- 2020 RQ116
- 2020 RR116
- 2020 RS116
- 2020 RT116
- 2020 RU116
- 2020 RV116
- 2020 RW116
- 2020 RX116
- 2020 RY116
- 2020 RZ116
- 2020 RA117
- 2020 RB117
- 2020 RE117
- 2020 RG117
- 2020 RH117
- 2020 RJ117
- 2020 RK117
- 2020 RL117
- 2020 RO117
- 2020 RQ117
- 2020 RR117
- 2020 RT117
- 2020 RU117
- 2020 RV117
- 2020 RX117
- 2020 RY117
- 2020 RC118
- 2020 RD118
- 2020 RE118
- 2020 RG118
- 2020 RH118
- 2020 RK118
- 2020 RL118
- 2020 RN118
- 2020 RQ118
- 2020 RR118
- 2020 RU118
- 2020 RV118
- 2020 RW118
- 2020 RX118
- 2020 RY118
- 2020 RZ118
- 2020 RC119
- 2020 RD119
- 2020 RE119
- 2020 RF119
- 2020 RG119
- 2020 RH119
- 2020 RJ119
- 2020 RM119
- 2020 RN119
- 2020 RO119
- 2020 RQ119
- 2020 RR119
- 2020 RS119
- 2020 RT119
- 2020 RW119
- 2020 RY119
- 2020 RZ119
- 2020 RA120
- 2020 RB120
- 2020 RC120
- 2020 RD120
- 2020 RE120
- 2020 RF120
- 2020 RG120
- 2020 RH120
- 2020 RJ120
- 2020 RK120
- 2020 RL120
- 2020 RN120
- 2020 RO120
- 2020 RP120
- 2020 RQ120
- 2020 RR120
- 2020 RS120
- 2020 RT120
- 2020 RU120
- 2020 RV120
- 2020 RW120
- 2020 RY120
- 2020 RZ120
- 2020 RA121
- 2020 RB121
- 2020 RC121
- 2020 RD121
- 2020 RE121
- 2020 RF121
- 2020 RG121
- 2020 RH121
- 2020 RJ121
- 2020 RK121
- 2020 RL121
- 2020 RM121
- 2020 RN121
- 2020 RO121
- 2020 RP121
- 2020 RQ121
- 2020 RR121
- 2020 RS121
- 2020 RT121
- 2020 RU121
- 2020 RV121
- 2020 RW121
- 2020 RY121
- 2020 RZ121
- 2020 RB122
- 2020 RC122
- 2020 RD122
- 2020 RE122
- 2020 RF122
- 2020 RH122
- 2020 RJ122
- 2020 RK122
- 2020 RL122
- 2020 RM122
- 2020 RN122
- 2020 RO122
- 2020 RP122
- 2020 RQ122
- 2020 RR122
- 2020 RS122
- 2020 RT122
- 2020 RU122
- 2020 RW122
- 2020 RX122
- 2020 RY122
- 2020 RZ122
- 2020 RA123
- 2020 RB123
- 2020 RC123
- 2020 RD123
- 2020 RE123
- 2020 RF123
- 2020 RG123
- 2020 RH123
- 2020 RJ123
- 2020 RK123
- 2020 RM123
- 2020 RN123
- 2020 RO123
- 2020 RP123
- 2020 RQ123
- 2020 RR123
- 2020 RS123
- 2020 RU123
- 2020 RV123
- 2020 RW123
- 2020 RX123
- 2020 RY123
- 2020 RZ123
- 2020 RA124
- 2020 RB124
- 2020 RC124
- 2020 RD124
- 2020 RE124
- 2020 RF124
- 2020 RG124
- 2020 RJ124
- 2020 RK124
- 2020 RL124
- 2020 RM124
- 2020 RN124
- 2020 RO124
- 2020 RP124
- 2020 RQ124
- 2020 RR124
- 2020 RS124
- 2020 RT124
- 2020 RU124
- 2020 RV124
- 2020 RW124
- 2020 RY124
- 2020 RZ124
- 2020 RA125
- 2020 RB125
- 2020 RC125
- 2020 RD125
- 2020 RE125
- 2020 RF125
- 2020 RG125
- 2020 RH125
- 2020 RJ125
- 2020 RK125
- 2020 RL125
- 2020 RM125
- 2020 RN125
- 2020 RO125
- 2020 RP125
- 2020 RR125
- 2020 RT125
- 2020 RU125
- 2020 RV125
- 2020 RW125
- 2020 RX125
- 2020 RY125
- 2020 RZ125
- 2020 RA126
- 2020 RB126
- 2020 RC126
- 2020 RD126
- 2020 RE126
- 2020 RF126
- 2020 RG126
- 2020 RJ126
- 2020 RL126
- 2020 RM126
- 2020 RN126
- 2020 RO126
- 2020 RP126
- 2020 RQ126
- 2020 RR126
- 2020 RS126
- 2020 RT126
- 2020 RU126
- 2020 RW126
- 2020 RX126
- 2020 RZ126
- 2020 RA127
- 2020 RC127
- 2020 RD127
- 2020 RE127
- 2020 RF127
- 2020 RG127
- 2020 RH127
- 2020 RJ127
- 2020 RK127
- 2020 RL127
- 2020 RM127
- 2020 RN127
- 2020 RO127
- 2020 RP127
- 2020 RQ127
- 2020 RR127
- 2020 RT127
- 2020 RU127
- 2020 RV127
- 2020 RW127
- 2020 RX127
- 2020 RY127
- 2020 RZ127
- 2020 RA128
- 2020 RB128
- 2020 RE128
- 2020 RF128
- 2020 RG128
- 2020 RH128
- 2020 RJ128
- 2020 RK128
- 2020 RL128
- 2020 RM128
- 2020 RN128
- 2020 RO128
- 2020 RP128
- 2020 RQ128
- 2020 RR128
- 2020 RS128
- 2020 RT128
- 2020 RV128
- 2020 RW128
- 2020 RX128
- 2020 RY128
- 2020 RZ128
- 2020 RA129
- 2020 RB129
- 2020 RC129
- 2020 RD129
- 2020 RE129
- 2020 RF129
- 2020 RG129
- 2020 RH129
- 2020 RJ129
- 2020 RK129
- 2020 RL129
- 2020 RM129
- 2020 RO129
- 2020 RP129
- 2020 RQ129
- 2020 RR129
- 2020 RS129
- 2020 RU129
- 2020 RW129
- 2020 RX129
- 2020 RY129
- 2020 RZ129
- 2020 RD130
- 2020 RE130
- 2020 RF130
- 2020 RG130
- 2020 RH130
- 2020 RJ130
- 2020 RK130
- 2020 RL130
- 2020 RM130
- 2020 RN130
- 2020 RO130
- 2020 RP130
- 2020 RQ130
- 2020 RR130
- 2020 RS130
- 2020 RT130
- 2020 RU130
- 2020 RV130
- 2020 RW130
- 2020 RX130
- 2020 RY130
- 2020 RZ130
- 2020 RA131
- 2020 RB131
- 2020 RC131
- 2020 RD131
- 2020 RE131
- 2020 RF131
- 2020 RG131
- 2020 RH131
- 2020 RJ131
- 2020 RK131
- 2020 RL131
- 2020 RM131
- 2020 RN131
- 2020 RO131
- 2020 RP131
- 2020 RQ131
- 2020 RR131
- 2020 RS131
- 2020 RT131
- 2020 RU131
- 2020 RV131
- 2020 RW131
- 2020 RX131
- 2020 RY131
- 2020 RZ131
- 2020 RA132
- 2020 RB132
- 2020 RC132
- 2020 RD132
- 2020 RE132
- 2020 RF132
- 2020 RG132
- 2020 RH132
- 2020 RJ132
- 2020 RK132
- 2020 RL132
- 2020 RM132
- 2020 RN132
- 2020 RO132
- 2020 RP132
- 2020 RQ132
- 2020 RR132
- 2020 RS132
- 2020 RT132
- 2020 RU132
- 2020 RV132
- 2020 RW132
- 2020 RX132
- 2020 RY132
- 2020 RZ132
- 2020 RA133
- 2020 RB133
- 2020 RC133
- 2020 RD133
- 2020 RE133
- 2020 RF133
- 2020 RG133
- 2020 RH133
- 2020 RJ133
- 2020 RK133
- 2020 RL133
- 2020 RM133
- 2020 RN133
- 2020 RO133
- 2020 RP133
- 2020 RQ133
- 2020 RR133
- 2020 RS133
- 2020 RT133
- 2020 RU133
- 2020 RV133
- 2020 RW133
- 2020 RX133
- 2020 RY133
- 2020 RA134
- 2020 RB134
- 2020 RD134
- 2020 RE134
- 2020 RF134
- 2020 RG134
- 2020 RH134
- 2020 RJ134
- 2020 RK134
- 2020 RL134
- 2020 RM134
- 2020 RN134
- 2020 RO134
- 2020 RP134
- 2020 RQ134
- 2020 RR134
- 2020 RS134
- 2020 RT134
- 2020 RU134
- 2020 RV134
- 2020 RW134
- 2020 RX134
- 2020 RY134
- 2020 RZ134
- 2020 RA135
- 2020 RB135
- 2020 RC135
- 2020 RD135
- 2020 RE135
- 2020 RG135
- 2020 RH135
- 2020 RK135
- 2020 RL135
- 2020 RM135
- 2020 RN135
- 2020 RO135
- 2020 RP135
- 2020 RQ135
- 2020 RR135
- 2020 RS135
- 2020 RU135
- 2020 RV135
- 2020 RW135
- 2020 RX135
- 2020 RY135
- 2020 RZ135
- 2020 RA136
- 2020 RB136
- 2020 RC136
- 2020 RD136
- 2020 RE136
- 2020 RF136
- 2020 RG136
- 2020 RJ136
- 2020 RK136
- 2020 RL136
- 2020 RM136
- 2020 RN136
- 2020 RO136
- 2020 RP136
- 2020 RQ136
- 2020 RR136
- 2020 RT136
- 2020 RU136
- 2020 RV136
- 2020 RW136
- 2020 RX136
- 2020 RY136
- 2020 RZ136
- 2020 RA137
- 2020 RB137
- 2020 RC137
- 2020 RD137
- 2020 RE137
- 2020 RF137
- 2020 RG137
- 2020 RH137
- 2020 RJ137
- 2020 RK137
- 2020 RL137
- 2020 RM137
- 2020 RN137
- 2020 RO137
- 2020 RP137
- 2020 RQ137
- 2020 RR137
- 2020 RS137
- 2020 RT137
- 2020 RU137
- 2020 RV137
- 2020 RW137
- 2020 RX137
- 2020 RZ137
- 2020 RA138
- 2020 RB138
- 2020 RC138
- 2020 RD138
- 2020 RE138
- 2020 RF138
- 2020 RG138
- 2020 RH138
- 2020 RJ138
- 2020 RK138
- 2020 RL138
- 2020 RM138
- 2020 RN138
- 2020 RO138
- 2020 RP138
- 2020 RQ138
- 2020 RR138
- 2020 RS138
- 2020 RT138
- 2020 RU138
- 2020 RV138
- 2020 RW138
- 2020 RX138
- 2020 RY138
- 2020 RZ138
- 2020 RA139
- 2020 RB139
- 2020 RC139
- 2020 RD139
- 2020 RE139
- 2020 RF139
- 2020 RG139
- 2020 RH139
- 2020 RJ139
- 2020 RK139
- 2020 RL139
- 2020 RM139
- 2020 RN139
- 2020 RO139
- 2020 RP139
- 2020 RQ139
- 2020 RR139
- 2020 RS139
- 2020 RT139
- 2020 RU139
- 2020 RV139
- 2020 RW139
- 2020 RX139
- 2020 RY139
- 2020 RZ139
- 2020 RA140
- 2020 RB140
- 2020 RC140
- 2020 RD140
- 2020 RE140
- 2020 RF140
- 2020 RG140
- 2020 RH140
- 2020 RJ140
- 2020 RK140
- 2020 RL140
- 2020 RM140
- 2020 RN140
- 2020 RO140
- 2020 RP140
- 2020 RQ140
- 2020 RS140
- 2020 RT140
- 2020 RU140
- 2020 RV140
- 2020 RW140
- 2020 RX140
- 2020 RY140
- 2020 RZ140
- 2020 RA141
- 2020 RB141
- 2020 RC141
- 2020 RD141
- 2020 RE141
- 2020 RF141
- 2020 RG141
- 2020 RH141
- 2020 RJ141
- 2020 RK141
- 2020 RL141
- 2020 RM141
- 2020 RN141
- 2020 RO141
- 2020 RP141
- 2020 RQ141
- 2020 RR141
- 2020 RS141
- 2020 RT141
- 2020 RU141
- 2020 RV141
- 2020 RW141
- 2020 RX141
- 2020 RY141
- 2020 RZ141
- 2020 RA142
- 2020 RB142
- 2020 RC142
- 2020 RD142
- 2020 RE142
- 2020 RF142
- 2020 RG142
- 2020 RH142
- 2020 RJ142
- 2020 RK142
- 2020 RL142
- 2020 RM142
- 2020 RN142
- 2020 RO142
- 2020 RP142
- 2020 RQ142
- 2020 RR142
- 2020 RS142
- 2020 RT142
- 2020 RU142
- 2020 RV142
- 2020 RW142
- 2020 RX142
- 2020 RY142
- 2020 RA143
- 2020 RB143
- 2020 RC143
- 2020 RD143
- 2020 RE143
- 2020 RF143
- 2020 RG143
- 2020 RH143
- 2020 RJ143
- 2020 RK143
- 2020 RL143
- 2020 RM143
- 2020 RN143
- 2020 RO143
- 2020 RP143
- 2020 RQ143
- 2020 RR143
- 2020 RS143
- 2020 RT143
- 2020 RU143
- 2020 RV143
- 2020 RW143
- 2020 RX143
- 2020 RY143
- 2020 RZ143
- 2020 RA144
- 2020 RB144
- 2020 RC144
- 2020 RD144
- 2020 RE144
- 2020 RF144
- 2020 RG144
- 2020 RH144
- 2020 RJ144
- 2020 RK144
- 2020 RL144
- 2020 RM144
- 2020 RN144
- 2020 RO144
- 2020 RP144
- 2020 RQ144
- 2020 RR144
- 2020 RS144
- 2020 RT144
- 2020 RU144
- 2020 RV144
- 2020 RW144
- 2020 RX144
- 2020 RY144
- 2020 RZ144
- 2020 RA145
- 2020 RB145
- 2020 RC145
- 2020 RD145
- 2020 RG145
- 2020 RH145
- 2020 RJ145
- 2020 RK145
- 2020 RL145
- 2020 RM145
- 2020 RN145
- 2020 RO145
- 2020 RQ145
- 2020 RS145
- 2020 RT145
- 2020 RV145
- 2020 RW145
- 2020 RX145
- 2020 RY145
- 2020 RZ145
- 2020 RA146
- 2020 RB146
- 2020 RC146
- 2020 RD146
- 2020 RE146
- 2020 RF146
- 2020 RG146
- 2020 RH146
- 2020 RJ146
- 2020 RK146
- 2020 RL146
- 2020 RM146
- 2020 RN146
- 2020 RO146
- 2020 RP146
- 2020 RQ146
- 2020 RR146
- 2020 RS146
- 2020 RT146
- 2020 RU146
- 2020 RV146
- 2020 RW146
- 2020 RX146
- 2020 RY146
- 2020 RZ146
- 2020 RA147
- 2020 RB147
- 2020 RC147
- 2020 RE147
- 2020 RF147
- 2020 RG147
- 2020 RH147
- 2020 RJ147
- 2020 RK147
- 2020 RL147
- 2020 RM147
- 2020 RN147
- 2020 RO147
- 2020 RP147
- 2020 RQ147
- 2020 RR147
- 2020 RS147
- 2020 RT147
- 2020 RU147
- 2020 RV147
- 2020 RW147
- 2020 RX147
- 2020 RY147
- 2020 RZ147
- 2020 RA148
- 2020 RB148
- 2020 RC148
- 2020 RD148
- 2020 RE148
- 2020 RF148
- 2020 RG148
- 2020 RH148
- 2020 RJ148
- 2020 RK148
- 2020 RL148
- 2020 RM148
- 2020 RN148
- 2020 RO148
- 2020 RP148
- 2020 RQ148
- 2020 RR148
- 2020 RS148
- 2020 RT148
- 2020 RU148
- 2020 RV148
- 2020 RW148
- 2020 RX148
- 2020 RY148
- 2020 RZ148
- 2020 RA149
- 2020 RB149
- 2020 RC149
- 2020 RD149
- 2020 RE149
- 2020 RF149
- 2020 RG149
- 2020 RH149
- 2020 RJ149
- 2020 RK149
- 2020 RM149
- 2020 RN149
- 2020 RO149
- 2020 RP149
- 2020 RQ149
- 2020 RR149
- 2020 RS149
- 2020 RT149
- 2020 RU149
- 2020 RV149
- 2020 RW149
- 2020 RX149
- 2020 RY149
- 2020 RZ149
- 2020 RA150
- 2020 RB150
- 2020 RC150
- 2020 RD150
- 2020 RE150
- 2020 RF150
- 2020 RG150
- 2020 RH150
- 2020 RJ150
- 2020 RK150
- 2020 RL150
- 2020 RM150
- 2020 RN150
- 2020 RO150
- 2020 RP150
- 2020 RQ150
- 2020 RR150
- 2020 RS150
- 2020 RT150
- 2020 RU150
- 2020 RV150
- 2020 RW150
- 2020 RX150
- 2020 RY150
- 2020 RZ150
- 2020 RA151
- 2020 RB151
- 2020 RC151
- 2020 RD151
- 2020 RE151
- 2020 RF151
- 2020 RG151
- 2020 RH151
- 2020 RJ151
- 2020 RK151
- 2020 RL151
- 2020 RM151
- 2020 RN151
- 2020 RO151
- 2020 RP151
- 2020 RQ151
- 2020 RR151
- 2020 RS151
- 2020 RT151
- 2020 RU151
- 2020 RV151
- 2020 RW151
- 2020 RX151
- 2020 RY151
- 2020 RZ151
- 2020 RA152
- 2020 RB152
- 2020 RC152
- 2020 RD152
- 2020 RE152
- 2020 RF152
- 2020 RG152
- 2020 RH152
- 2020 RJ152
- 2020 RK152
- 2020 RL152
- 2020 RM152
- 2020 RN152
- 2020 RO152
- 2020 RP152
- 2020 RQ152
- 2020 RR152
- 2020 RS152
- 2020 RT152
- 2020 RU152
- 2020 RV152
- 2020 RW152
- 2020 RX152
- 2020 RY152
- 2020 RZ152
- 2020 RA153
- 2020 RB153
- 2020 RC153
- 2020 RD153
- 2020 RE153
- 2020 RF153
- 2020 RG153
- 2020 RH153
- 2020 RJ153
- 2020 RK153
- 2020 RL153
- 2020 RM153
- 2020 RN153
- 2020 RO153
- 2020 RP153
- 2020 RQ153
- 2020 RR153
- 2020 RS153
- 2020 RT153
- 2020 RU153
- 2020 RV153
- 2020 RW153
- 2020 RX153
- 2020 RY153
- 2020 RZ153
- 2020 RA154
- 2020 RB154
- 2020 RC154
- 2020 RD154
- 2020 RE154
- 2020 RF154
- 2020 RG154
- 2020 RH154
- 2020 RJ154
- 2020 RK154
- 2020 RL154
- 2020 RM154
- 2020 RN154
- 2020 RO154
- 2020 RP154
- 2020 RQ154
- 2020 RR154
- 2020 RS154
- 2020 RT154
- 2020 RU154
- 2020 RV154
- 2020 RW154
- 2020 RX154
- 2020 RY154
- 2020 RZ154
- 2020 RA155
- 2020 RB155
- 2020 RC155
- 2020 RD155
- 2020 RE155
- 2020 RF155
- 2020 RG155
- 2020 RH155
- 2020 RJ155
- 2020 RK155
- 2020 RL155
- 2020 RM155
- 2020 RN155
- 2020 RO155
- 2020 RP155
- 2020 RQ155
- 2020 RR155
- 2020 RS155
- 2020 RT155
- 2020 RU155
- 2020 RV155
- 2020 RW155
- 2020 RX155
- 2020 RY155
- 2020 RZ155
- 2020 RA156
- 2020 RB156
- 2020 RC156
- 2020 RD156
- 2020 RE156
- 2020 RF156
- 2020 RG156
- 2020 RH156
- 2020 RJ156
- 2020 RK156
- 2020 RL156
- 2020 RM156
- 2020 RN156
- 2020 RO156
- 2020 RP156
- 2020 RQ156
- 2020 RR156
- 2020 RS156
- 2020 RT156
- 2020 RU156
- 2020 RV156
- 2020 RW156
- 2020 RX156
- 2020 RY156
- 2020 RZ156
- 2020 RA157
- 2020 RB157
- 2020 RC157
- 2020 RD157
- 2020 RE157
- 2020 RF157
- 2020 RG157
- 2020 RH157
- 2020 RJ157
- 2020 RK157
- 2020 RL157
- 2020 RM157
- 2020 RN157
- 2020 RO157
- 2020 RP157
- 2020 RQ157
- 2020 RR157
- 2020 RS157
- 2020 RT157
- 2020 RU157
- 2020 RV157
- 2020 RW157
- 2020 RX157
- 2020 RY157
- 2020 RZ157
- 2020 RA158
- 2020 RB158
- 2020 RC158
- 2020 RD158
- 2020 RE158
- 2020 RF158
- 2020 RG158
- 2020 RH158
- 2020 RJ158
- 2020 RK158
- 2020 RL158
- 2020 RM158
- 2020 RN158
- 2020 RO158
- 2020 RP158
- 2020 RQ158
- 2020 RR158
- 2020 RS158
- 2020 RT158
- 2020 RU158
- 2020 RV158
- 2020 RW158
- 2020 RX158
- 2020 RY158
- 2020 RZ158
- 2020 RA159
- 2020 RB159
- 2020 RD159
- 2020 RE159
- 2020 RF159
- 2020 RG159
- 2020 RH159
- 2020 RJ159
- 2020 RK159
- 2020 RL159
- 2020 RM159
- 2020 RN159
- 2020 RO159
- 2020 RP159
- 2020 RQ159
- 2020 RR159
- 2020 RS159
- 2020 RT159
- 2020 RU159
- 2020 RV159
- 2020 RW159
- 2020 RX159
- 2020 RY159
- 2020 RZ159
- 2020 RA160
- 2020 RB160
- 2020 RC160
- 2020 RD160
- 2020 RE160
- 2020 RF160
- 2020 RG160
- 2020 RH160
- 2020 RJ160
- 2020 RK160
- 2020 RL160
- 2020 RM160
- 2020 RN160
- 2020 RO160
- 2020 RP160
- 2020 RQ160
- 2020 RR160
- 2020 RS160
- 2020 RT160
- 2020 RU160
- 2020 RV160
- 2020 RW160
- 2020 RX160
- 2020 RY160
- 2020 RZ160
- 2020 RA161
- 2020 RD161
- 2020 RE161
- 2020 RG161
- 2020 RJ161
- 2020 RK161
- 2020 RL161
- 2020 RM161
- 2020 RN161
- 2020 RO161
- 2020 RP161
- 2020 RQ161
- 2020 RR161
- 2020 RS161
- 2020 RT161
- 2020 RU161
- 2020 RV161
- 2020 RW161
- 2020 RX161
- 2020 RY161
- 2020 RZ161
- 2020 RA162
- 2020 RB162
- 2020 RC162
- 2020 RD162
- 2020 RE162
- 2020 RF162
- 2020 RG162
- 2020 RH162
- 2020 RJ162
- 2020 RK162
- 2020 RL162
- 2020 RM162
- 2020 RN162
- 2020 RO162
- 2020 RP162
- 2020 RQ162
- 2020 RR162
- 2020 RS162
- 2020 RT162
- 2020 RU162
- 2020 RV162
- 2020 RW162
- 2020 RX162
- 2020 RY162
- 2020 RZ162
- 2020 RA163
- 2020 RB163
- 2020 RC163
- 2020 RE163
- 2020 RF163
- 2020 RG163
- 2020 RH163
- 2020 RJ163
- 2020 RK163
- 2020 RL163
- 2020 RM163
- 2020 RN163
- 2020 RO163
- 2020 RP163
- 2020 RQ163
- 2020 RR163
- 2020 RS163
- 2020 RT163
- 2020 RU163
- 2020 RV163
- 2020 RW163
- 2020 RX163
- 2020 RY163
- 2020 RZ163
- 2020 RA164
- 2020 RB164
- 2020 RC164
- 2020 RD164
- 2020 RE164
- 2020 RF164
- 2020 RG164
- 2020 RH164
- 2020 RJ164
- 2020 RK164
- 2020 RL164
- 2020 RM164
- 2020 RN164
- 2020 RO164
- 2020 RP164
- 2020 RQ164
- 2020 RR164
- 2020 RS164
- 2020 RT164
- 2020 RU164
- 2020 RV164
- 2020 RW164
- 2020 RX164
- 2020 RY164
- 2020 RZ164
- 2020 RA165
- 2020 RB165
- 2020 RC165
- 2020 RD165
- 2020 RE165
- 2020 RF165
- 2020 RG165
- 2020 RH165
- 2020 RJ165
- 2020 RK165
- 2020 RL165
- 2020 RM165
- 2020 RN165
- 2020 RO165
- 2020 RP165
- 2020 RQ165
- 2020 RR165
- 2020 RS165
- 2020 RT165
- 2020 RU165
- 2020 RV165
- 2020 RW165
- 2020 RX165
- 2020 RY165
- 2020 RZ165
- 2020 RA166
- 2020 RB166
- 2020 RC166
- 2020 RD166
- 2020 RE166
- 2020 RF166
- 2020 RG166
- 2020 RH166
- 2020 RJ166
- 2020 RK166
- 2020 RL166
- 2020 RM166
- 2020 RN166
- 2020 RO166
- 2020 RP166
- 2020 RQ166
- 2020 RR166
- 2020 RS166
- 2020 RT166
- 2020 RU166
- 2020 RV166
- 2020 RW166
- 2020 RX166
- 2020 RY166
- 2020 RZ166
- 2020 RA167
- 2020 RB167
- 2020 RC167
- 2020 RD167
- 2020 RE167
- 2020 RF167
- 2020 RG167
- 2020 RH167
- 2020 RJ167
- 2020 RK167
- 2020 RL167
- 2020 RM167
- 2020 RN167
- 2020 RO167
- 2020 RP167
- 2020 RQ167
- 2020 RR167
- 2020 RS167
- 2020 RT167
- 2020 RU167
- 2020 RV167
- 2020 RW167
- 2020 RX167
- 2020 RY167
- 2020 RZ167
- 2020 RA168
- 2020 RB168
- 2020 RC168
- 2020 RD168
- 2020 RE168
- 2020 RF168
- 2020 RG168
- 2020 RH168
- 2020 RJ168
- 2020 RK168
- 2020 RL168
- 2020 RM168
- 2020 RN168
- 2020 RO168
- 2020 RP168
- 2020 RQ168
- 2020 RR168
- 2020 RS168
- 2020 RT168
- 2020 RU168
- 2020 RV168
- 2020 RW168
- 2020 RX168
- 2020 RY168
- 2020 RZ168
- 2020 RA169
- 2020 RB169
- 2020 RC169
- 2020 RD169
- 2020 RE169
- 2020 RF169
- 2020 RG169
- 2020 RH169
- 2020 RJ169
- 2020 RM169
- 2020 RN169
- 2020 RO169
- 2020 RP169
- 2020 RQ169
- 2020 RR169
- 2020 RS169
- 2020 RT169
- 2020 RU169
- 2020 RV169
- 2020 RW169
- 2020 RX169
- 2020 RY169
- 2020 RZ169
- 2020 RA170
- 2020 RB170
- 2020 RC170
- 2020 RD170
- 2020 RE170
- 2020 RF170
- 2020 RG170
- 2020 RH170
- 2020 RJ170
- 2020 RK170
- 2020 RL170
- 2020 RM170
- 2020 RN170
- 2020 RO170
- 2020 RP170
- 2020 RQ170
- 2020 RR170
- 2020 RS170
- 2020 RT170
- 2020 RU170
- 2020 RV170
- 2020 RW170
- 2020 RX170
- 2020 RY170
- 2020 RZ170
- 2020 RA171
- 2020 RD171
- 2020 RE171
- 2020 RF171
- 2020 RG171
- 2020 RH171
- 2020 RJ171
- 2020 RK171
- 2020 RL171
- 2020 RM171
- 2020 RN171
- 2020 RO171
- 2020 RP171
- 2020 RQ171
- 2020 RR171
- 2020 RS171
- 2020 RT171
- 2020 RU171
- 2020 RV171
- 2020 RW171
- 2020 RX171
- 2020 RY171
- 2020 RZ171
- 2020 RA172
- 2020 RB172
- 2020 RC172
- 2020 RD172
- 2020 RE172
- 2020 RF172
- 2020 RG172
- 2020 RH172
- 2020 RJ172
- 2020 RK172
- 2020 RL172
- 2020 RM172
- 2020 RN172
- 2020 RO172
- 2020 RP172
- 2020 RQ172
- 2020 RR172
- 2020 RS172
- 2020 RT172
- 2020 RU172
- 2020 RW172
- 2020 RX172
- 2020 RY172
- 2020 RZ172
- 2020 RA173
- 2020 RB173
- 2020 RC173
- 2020 RD173
- 2020 RE173
- 2020 RF173
- 2020 RG173
- 2020 RH173
- 2020 RJ173
- 2020 RK173
- 2020 RL173
- 2020 RM173
- 2020 RN173
- 2020 RO173
- 2020 RP173
- 2020 RQ173
- 2020 RR173
- 2020 RS173
- 2020 RT173
- 2020 RU173
- 2020 RV173
- 2020 RW173
- 2020 RX173
- 2020 RY173
- 2020 RZ173
- 2020 RA174
- 2020 RB174
- 2020 RC174
- 2020 RD174
- 2020 RE174
- 2020 RF174
- 2020 RG174
- 2020 RH174
- 2020 RJ174
- 2020 RK174
- 2020 RL174
- 2020 RM174
- 2020 RN174
- 2020 RO174
- 2020 RP174
- 2020 RQ174
- 2020 RR174
- 2020 RS174
- 2020 RT174
- 2020 RU174
- 2020 RV174
- 2020 RW174
- 2020 RX174
- 2020 RY174
- 2020 RZ174
- 2020 RA175
- 2020 RB175
- 2020 RC175
- 2020 RD175
- 2020 RE175
- 2020 RF175
- 2020 RG175
- 2020 RH175
- 2020 RJ175
- 2020 RK175
- 2020 RL175
- 2020 RM175
- 2020 RN175
- 2020 RO175
- 2020 RP175
- 2020 RQ175
- 2020 RR175
- 2020 RS175
- 2020 RT175
- 2020 RU175
- 2020 RV175
- 2020 RW175
- 2020 RX175
- 2020 RY175
- 2020 RZ175
- 2020 RA176
- 2020 RB176
- 2020 RC176
- 2020 RD176
- 2020 RE176
- 2020 RF176
- 2020 RG176
- 2020 RH176
- 2020 RJ176
- 2020 RK176
- 2020 RL176
- 2020 RM176
- 2020 RN176
- 2020 RO176
- 2020 RP176
- 2020 RQ176
- 2020 RR176
- 2020 RS176
- 2020 RT176
- 2020 RU176
- 2020 RV176
- 2020 RW176
- 2020 RX176
- 2020 RY176
- 2020 RZ176
- 2020 RA177
- 2020 RB177
- 2020 RC177
- 2020 RD177
- 2020 RE177
- 2020 RF177
- 2020 RG177
- 2020 RH177
- 2020 RJ177
- 2020 RK177
- 2020 RL177
- 2020 RN177
- 2020 RO177
- 2020 RP177
- 2020 RQ177
- 2020 RR177
- 2020 RS177
- 2020 RT177
- 2020 RU177
- 2020 RV177
- 2020 RW177
- 2020 RX177
- 2020 RY177
- 2020 RZ177
- 2020 RA178
- 2020 RB178
- 2020 RC178
- 2020 RD178
- 2020 RE178
- 2020 RF178
- 2020 RG178
- 2020 RH178
- 2020 RJ178
- 2020 RK178
- 2020 RL178
- 2020 RM178
- 2020 RN178
- 2020 RO178
- 2020 RP178
- 2020 RQ178
- 2020 RR178
- 2020 RS178
- 2020 RT178
- 2020 RU178
- 2020 RV178
- 2020 RW178
- 2020 RX178
- 2020 RY178
- 2020 RZ178
- 2020 RA179
- 2020 RB179
- 2020 RC179
- 2020 RD179
- 2020 RE179
- 2020 RF179
- 2020 RG179
- 2020 RH179
- 2020 RJ179
- 2020 RK179
- 2020 RL179
- 2020 RM179
- 2020 RN179
- 2020 RO179
- 2020 RP179
- 2020 RQ179
- 2020 RR179
- 2020 RS179
- 2020 RT179
- 2020 RU179
- 2020 RV179
- 2020 RW179
- 2020 RX179
- 2020 RY179
- 2020 RZ179
- 2020 RA180
- 2020 RB180
- 2020 RC180
- 2020 RD180
- 2020 RE180
- 2020 RF180
- 2020 RG180
- 2020 RH180
- 2020 RJ180
- 2020 RK180
- 2020 RL180
- 2020 RM180
- 2020 RN180
- 2020 RO180
- 2020 RP180
- 2020 RQ180
- 2020 RR180
- 2020 RS180
- 2020 RT180
- 2020 RU180
- 2020 RV180
- 2020 RW180
- 2020 RX180
- 2020 RY180
- 2020 RZ180
- 2020 RA181
- 2020 RB181
- 2020 RC181
- 2020 RD181
- 2020 RE181
- 2020 RF181
- 2020 RG181
- 2020 RJ181
- 2020 RK181
- 2020 RL181
- 2020 RM181
- 2020 RN181
- 2020 RO181
- 2020 RP181
- 2020 RQ181
- 2020 RR181
- 2020 RS181
- 2020 RT181
- 2020 RU181
- 2020 RV181
- 2020 RW181
- 2020 RX181
- 2020 RY181
- 2020 RZ181
- 2020 RA182
- 2020 RB182
- 2020 RC182
- 2020 RD182
- 2020 RE182
- 2020 RF182
- 2020 RG182
- 2020 RH182
- 2020 RJ182
- 2020 RK182
- 2020 RM182
- 2020 RN182
- 2020 RO182
- 2020 RP182
- 2020 RQ182
- 2020 RR182
- 2020 RS182
- 2020 RT182
- 2020 RU182
- 2020 RV182
- 2020 RW182
- 2020 RX182
- 2020 RY182
- 2020 RZ182
- 2020 RA183
- 2020 RB183
- 2020 RC183
- 2020 RD183
- 2020 RE183
- 2020 RF183
- 2020 RG183
- 2020 RH183
- 2020 RJ183
- 2020 RK183
- 2020 RL183
- 2020 RM183
- 2020 RN183
- 2020 RO183
- 2020 RP183
- 2020 RQ183
- 2020 RR183

### Du 16 au 30 septembre 2020
- 2020 SA
- 2020 SB
- 2020 SC
- 2020 SD
- 2020 SE
- 2020 SF
- 2020 SG
- 2020 SH
- 2020 SK
- 2020 SL
- 2020 SM
- 2020 SN
- 2020 SP
- 2020 SQ
- 2020 SR
- 2020 SS
- 2020 ST
- 2020 SU
- 2020 SV
- 2020 SW
- 2020 SX
- 2020 SY
- 2020 SZ
- 2020 SA1
- 2020 SB1
- 2020 SC1
- 2020 SD1
- 2020 SE1
- 2020 SF1
- 2020 SG1
- 2020 SK1
- 2020 SL1
- 2020 SM1
- 2020 SN1
- 2020 SO1
- 2020 SP1
- 2020 SQ1
- 2020 SR1
- 2020 SS1
- 2020 ST1
- 2020 SU1
- 2020 SV1
- 2020 SW1
- 2020 SX1
- 2020 SY1
- 2020 SZ1
- 2020 SA2
- 2020 SB2
- 2020 SC2
- 2020 SD2
- 2020 SE2
- 2020 SF2
- 2020 SG2
- 2020 SH2
- 2020 SJ2
- 2020 SK2
- 2020 SL2
- 2020 SM2
- 2020 SN2
- 2020 SO2
- 2020 SP2
- 2020 SQ2
- 2020 SR2
- 2020 SS2
- 2020 ST2
- 2020 SV2
- 2020 SW2
- 2020 SX2
- 2020 SY2
- 2020 SZ2
- 2020 SA3
- 2020 SB3
- 2020 SD3
- 2020 SE3
- 2020 SF3
- 2020 SG3
- 2020 SH3
- 2020 SJ3
- 2020 SK3
- 2020 SL3
- 2020 SM3
- 2020 SN3
- 2020 SO3
- 2020 SP3
- 2020 SQ3
- 2020 SR3
- 2020 SS3
- 2020 ST3
- 2020 SU3
- 2020 SV3
- 2020 SW3
- 2020 SX3
- 2020 SY3
- 2020 SZ3
- 2020 SA4
- 2020 SB4
- 2020 SC4
- 2020 SD4
- 2020 SE4
- 2020 SF4
- 2020 SG4
- 2020 SH4
- 2020 SJ4
- 2020 SK4
- 2020 SL4
- 2020 SM4
- 2020 SN4
- 2020 SO4
- 2020 SP4
- 2020 SQ4
- 2020 SR4
- 2020 SS4
- 2020 ST4
- 2020 SU4
- 2020 SV4
- 2020 SW4
- 2020 SX4
- 2020 SY4
- 2020 SZ4
- 2020 SA5
- 2020 SB5
- 2020 SC5
- 2020 SD5
- 2020 SE5
- 2020 SF5
- 2020 SG5
- 2020 SH5
- 2020 SJ5
- 2020 SK5
- 2020 SL5
- 2020 SM5
- 2020 SN5
- 2020 SO5
- 2020 SP5
- 2020 SQ5
- 2020 SR5
- 2020 SS5
- 2020 ST5
- 2020 SU5
- 2020 SV5
- 2020 SW5
- 2020 SX5
- 2020 SY5
- 2020 SZ5
- 2020 SA6
- 2020 SB6
- 2020 SC6
- 2020 SD6
- 2020 SE6
- 2020 SF6
- 2020 SG6
- 2020 SH6
- 2020 SJ6
- 2020 SK6
- 2020 SL6
- 2020 SM6
- 2020 SN6
- 2020 SO6
- 2020 SP6
- 2020 SQ6
- 2020 SR6
- 2020 SS6
- 2020 ST6
- 2020 SU6
- 2020 SV6
- 2020 SW6
- 2020 SX6
- 2020 SY6
- 2020 SZ6
- 2020 SA7
- 2020 SB7
- 2020 SC7
- 2020 SD7
- 2020 SE7
- 2020 SF7
- 2020 SH7
- 2020 SJ7
- 2020 SL7
- 2020 SO7
- 2020 SP7
- 2020 SQ7
- 2020 SR7
- 2020 ST7
- 2020 SU7
- 2020 SV7
- 2020 SW7
- 2020 SX7
- 2020 SY7
- 2020 SA8
- 2020 SB8
- 2020 SD8
- 2020 SF8
- 2020 SH8
- 2020 SJ8
- 2020 SK8
- 2020 SL8
- 2020 SN8
- 2020 SO8
- 2020 SP8
- 2020 SQ8
- 2020 SR8
- 2020 ST8
- 2020 SU8
- 2020 SV8
- 2020 SW8
- 2020 SX8
- 2020 SY8
- 2020 SZ8
- 2020 SA9
- 2020 SB9
- 2020 SC9
- 2020 SE9
- 2020 SF9
- 2020 SG9
- 2020 SH9
- 2020 SJ9
- 2020 SK9
- 2020 SL9
- 2020 SM9
- 2020 SN9
- 2020 SO9
- 2020 SP9
- 2020 SQ9
- 2020 SR9
- 2020 SS9
- 2020 ST9
- 2020 SU9
- 2020 SW9
- 2020 SX9
- 2020 SY9
- 2020 SZ9
- 2020 SA10
- 2020 SB10
- 2020 SC10
- 2020 SD10
- 2020 SE10
- 2020 SF10
- 2020 SG10
- 2020 SH10
- 2020 SJ10
- 2020 SK10
- 2020 SL10
- 2020 SN10
- 2020 SO10
- 2020 SQ10
- 2020 SR10
- 2020 SS10
- 2020 ST10
- 2020 SU10
- 2020 SV10
- 2020 SW10
- 2020 SX10
- 2020 SY10
- 2020 SZ10
- 2020 SB11
- 2020 SC11
- 2020 SD11
- 2020 SE11
- 2020 SF11
- 2020 SG11
- 2020 SH11
- 2020 SJ11
- 2020 SK11
- 2020 SL11
- 2020 SM11
- 2020 SN11
- 2020 SO11
- 2020 SP11
- 2020 SQ11
- 2020 SR11
- 2020 ST11
- 2020 SV11
- 2020 SW11
- 2020 SX11
- 2020 SY11
- 2020 SA12
- 2020 SB12
- 2020 SC12
- 2020 SD12
- 2020 SE12
- 2020 SF12
- 2020 SG12
- 2020 SH12
- 2020 SJ12
- 2020 SK12
- 2020 SL12
- 2020 SM12
- 2020 SN12
- 2020 SO12
- 2020 SP12
- 2020 SQ12
- 2020 SR12
- 2020 SS12
- 2020 SB13
- 2020 SC13
- 2020 SD13
- 2020 SE13
- 2020 SG13
- 2020 SH13
- 2020 SK13
- 2020 SL13
- 2020 SM13
- 2020 SN13
- 2020 SO13
- 2020 SP13
- 2020 SR13
- 2020 SS13
- 2020 ST13
- 2020 SU13
- 2020 SV13
- 2020 SW13
- 2020 SX13
- 2020 SY13
- 2020 SA14
- 2020 SB14
- 2020 SC14
- 2020 SD14
- 2020 SE14
- 2020 SF14
- 2020 SG14
- 2020 SH14
- 2020 SJ14
- 2020 SK14
- 2020 SL14
- 2020 SM14
- 2020 SN14
- 2020 SO14
- 2020 SP14
- 2020 SQ14
- 2020 SR14
- 2020 SS14
- 2020 ST14
- 2020 SU14
- 2020 SV14
- 2020 SW14
- 2020 SX14
- 2020 SY14
- 2020 SZ14
- 2020 SA15
- 2020 SB15
- 2020 SC15
- 2020 SD15
- 2020 SE15
- 2020 SF15
- 2020 SG15
- 2020 SH15
- 2020 SJ15
- 2020 SK15
- 2020 SL15
- 2020 SM15
- 2020 SN15
- 2020 SO15
- 2020 SP15
- 2020 SQ15
- 2020 SR15
- 2020 SS15
- 2020 ST15
- 2020 SU15
- 2020 SV15
- 2020 SX15
- 2020 SY15
- 2020 SZ15
- 2020 SA16
- 2020 SB16
- 2020 SC16
- 2020 SD16
- 2020 SH16
- 2020 SJ16
- 2020 SK16
- 2020 SL16
- 2020 SO16
- 2020 SP16
- 2020 SQ16
- 2020 SS16
- 2020 ST16
- 2020 SU16
- 2020 SW16
- 2020 SZ16
- 2020 SA17
- 2020 SB17
- 2020 SC17
- 2020 SD17
- 2020 SE17
- 2020 SF17
- 2020 SG17
- 2020 SH17
- 2020 SJ17
- 2020 SK17
- 2020 SL17
- 2020 SM17
- 2020 SN17
- 2020 SO17
- 2020 SP17
- 2020 SS17
- 2020 SV17
- 2020 SW17
- 2020 SX17
- 2020 SY17
- 2020 SZ17
- 2020 SA18
- 2020 SB18
- 2020 SC18
- 2020 SD18
- 2020 SK18
- 2020 SL18
- 2020 SM18
- 2020 SN18
- 2020 SO18
- 2020 SP18
- 2020 SQ18
- 2020 SR18
- 2020 SS18
- 2020 ST18
- 2020 SU18
- 2020 SV18
- 2020 SX18
- 2020 SY18
- 2020 SZ18
- 2020 SA19
- 2020 SB19
- 2020 SC19
- 2020 SD19
- 2020 SE19
- 2020 SF19
- 2020 SG19
- 2020 SH19
- 2020 SJ19
- 2020 SK19
- 2020 SL19
- 2020 SM19
- 2020 SN19
- 2020 SO19
- 2020 SP19
- 2020 SR19
- 2020 SS19
- 2020 ST19
- 2020 SU19
- 2020 SV19
- 2020 SW19
- 2020 SX19
- 2020 SY19
- 2020 SZ19
- 2020 SA20
- 2020 SB20
- 2020 SD20
- 2020 SE20
- 2020 SF20
- 2020 SG20
- 2020 SH20
- 2020 SK20
- 2020 SL20
- 2020 SM20
- 2020 SN20
- 2020 SO20
- 2020 SP20
- 2020 SR20
- 2020 ST20
- 2020 SU20
- 2020 SV20
- 2020 SW20
- 2020 SX20
- 2020 SY20
- 2020 SZ20
- 2020 SA21
- 2020 SB21
- 2020 SC21
- 2020 SD21
- 2020 SE21
- 2020 SF21
- 2020 SG21
- 2020 SH21
- 2020 SK21
- 2020 SL21
- 2020 SM21
- 2020 SN21
- 2020 SO21
- 2020 SR21
- 2020 SS21
- 2020 ST21
- 2020 SV21
- 2020 SX21
- 2020 SY21
- 2020 SZ21
- 2020 SA22
- 2020 SB22
- 2020 SC22
- 2020 SD22
- 2020 SE22
- 2020 SF22
- 2020 SK22
- 2020 SM22
- 2020 SN22
- 2020 SO22
- 2020 SP22
- 2020 SQ22
- 2020 SR22
- 2020 SS22
- 2020 ST22
- 2020 SU22
- 2020 SV22
- 2020 SW22
- 2020 SX22
- 2020 SY22
- 2020 SZ22
- 2020 SA23
- 2020 SC23
- 2020 SF23
- 2020 SJ23
- 2020 SK23
- 2020 SL23
- 2020 SM23
- 2020 SN23
- 2020 SO23
- 2020 SP23
- 2020 SQ23
- 2020 SR23
- 2020 SS23
- 2020 ST23
- 2020 SU23
- 2020 SW23
- 2020 SX23
- 2020 SY23
- 2020 SZ23
- 2020 SA24
- 2020 SB24
- 2020 SD24
- 2020 SE24
- 2020 SF24
- 2020 SG24
- 2020 SH24
- 2020 SK24
- 2020 SL24
- 2020 SM24
- 2020 SN24
- 2020 SO24
- 2020 SP24
- 2020 SS24
- 2020 ST24
- 2020 SV24
- 2020 SW24
- 2020 SX24
- 2020 SY24
- 2020 SZ24
- 2020 SA25
- 2020 SB25
- 2020 SC25
- 2020 SD25
- 2020 SF25
- 2020 SG25
- 2020 SH25
- 2020 SJ25
- 2020 SK25
- 2020 SL25
- 2020 SN25
- 2020 SO25
- 2020 SQ25
- 2020 SR25
- 2020 SS25
- 2020 SU25
- 2020 SV25
- 2020 SW25
- 2020 SX25
- 2020 SY25
- 2020 SZ25
- 2020 SA26
- 2020 SB26
- 2020 SC26
- 2020 SD26
- 2020 SE26
- 2020 SF26
- 2020 SG26
- 2020 SJ26
- 2020 SK26
- 2020 SL26
- 2020 SM26
- 2020 SN26
- 2020 SP26
- 2020 SQ26
- 2020 SR26
- 2020 ST26
- 2020 SU26
- 2020 SX26
- 2020 SY26
- 2020 SZ26
- 2020 SA27
- 2020 SB27
- 2020 SC27
- 2020 SD27
- 2020 SE27
- 2020 SF27
- 2020 SG27
- 2020 SH27
- 2020 SJ27
- 2020 SL27
- 2020 SN27
- 2020 SO27
- 2020 SP27
- 2020 SQ27
- 2020 SR27
- 2020 SS27
- 2020 ST27
- 2020 SV27
- 2020 SW27
- 2020 SX27
- 2020 SY27
- 2020 SZ27
- 2020 SB28
- 2020 SC28
- 2020 SD28
- 2020 SF28
- 2020 SG28
- 2020 SJ28
- 2020 SM28
- 2020 SO28
- 2020 SP28
- 2020 SS28
- 2020 ST28
- 2020 SU28
- 2020 SV28
- 2020 SX28
- 2020 SY28
- 2020 SZ28
- 2020 SA29
- 2020 SB29
- 2020 SD29
- 2020 SE29
- 2020 SF29
- 2020 SG29
- 2020 SH29
- 2020 SJ29
- 2020 SK29
- 2020 SL29
- 2020 SM29
- 2020 SN29
- 2020 SO29
- 2020 SP29
- 2020 SQ29
- 2020 SR29
- 2020 SS29
- 2020 ST29
- 2020 SU29
- 2020 SV29
- 2020 SW29
- 2020 SX29
- 2020 SY29
- 2020 SZ29
- 2020 SA30
- 2020 SB30
- 2020 SC30
- 2020 SD30
- 2020 SG30
- 2020 SH30
- 2020 SK30
- 2020 SL30
- 2020 SM30
- 2020 SN30
- 2020 SO30
- 2020 SP30
- 2020 SQ30
- 2020 SR30
- 2020 SS30
- 2020 ST30
- 2020 SV30
- 2020 SW30
- 2020 SX30
- 2020 SY30
- 2020 SZ30
- 2020 SC31
- 2020 SD31
- 2020 SE31
- 2020 SF31
- 2020 SJ31
- 2020 SK31
- 2020 SL31
- 2020 SM31
- 2020 SN31
- 2020 SO31
- 2020 SP31
- 2020 SQ31
- 2020 SR31
- 2020 SS31
- 2020 ST31
- 2020 SU31
- 2020 SV31
- 2020 SW31
- 2020 SX31
- 2020 SY31
- 2020 SA32
- 2020 SB32
- 2020 SC32
- 2020 SD32
- 2020 SF32
- 2020 SH32
- 2020 SL32
- 2020 SM32
- 2020 SP32
- 2020 SQ32
- 2020 SR32
- 2020 SS32
- 2020 ST32
- 2020 SU32
- 2020 SV32
- 2020 SW32
- 2020 SX32
- 2020 SY32
- 2020 SZ32
- 2020 SA33
- 2020 SB33
- 2020 SC33
- 2020 SD33
- 2020 SE33
- 2020 SF33
- 2020 SG33
- 2020 SJ33
- 2020 SK33
- 2020 SL33
- 2020 SM33
- 2020 SN33
- 2020 SO33
- 2020 SQ33
- 2020 SR33
- 2020 ST33
- 2020 SU33
- 2020 SV33
- 2020 SX33
- 2020 SY33
- 2020 SZ33
- 2020 SA34
- 2020 SC34
- 2020 SD34
- 2020 SE34
- 2020 SF34
- 2020 SG34
- 2020 SJ34
- 2020 SL34
- 2020 SN34
- 2020 SQ34
- 2020 SS34
- 2020 SU34
- 2020 SV34
- 2020 SW34
- 2020 SY34
- 2020 SZ34
- 2020 SA35
- 2020 SB35
- 2020 SC35
- 2020 SE35
- 2020 SF35
- 2020 SH35
- 2020 SJ35
- 2020 SK35
- 2020 SL35
- 2020 SM35
- 2020 SN35
- 2020 SO35
- 2020 SP35
- 2020 SQ35
- 2020 SR35
- 2020 SS35
- 2020 ST35
- 2020 SU35
- 2020 SV35
- 2020 SW35
- 2020 SX35
- 2020 SZ35
- 2020 SA36
- 2020 SB36
- 2020 SC36
- 2020 SD36
- 2020 SF36
- 2020 SG36
- 2020 SH36
- 2020 SJ36
- 2020 SK36
- 2020 SM36
- 2020 SN36
- 2020 SP36
- 2020 SQ36
- 2020 SR36
- 2020 SS36
- 2020 ST36
- 2020 SU36
- 2020 SV36
- 2020 SW36
- 2020 SX36
- 2020 SY36
- 2020 SZ36
- 2020 SA37
- 2020 SB37
- 2020 SC37
- 2020 SD37
- 2020 SE37
- 2020 SH37
- 2020 SJ37
- 2020 SK37
- 2020 SL37
- 2020 SM37
- 2020 SN37
- 2020 SO37
- 2020 SP37
- 2020 SQ37
- 2020 SR37
- 2020 SS37
- 2020 ST37
- 2020 SU37
- 2020 SV37
- 2020 SW37
- 2020 SX37
- 2020 SY37
- 2020 SZ37
- 2020 SA38
- 2020 SB38
- 2020 SC38
- 2020 SD38
- 2020 SE38
- 2020 SF38
- 2020 SG38
- 2020 SH38
- 2020 SJ38
- 2020 SL38
- 2020 SM38
- 2020 SN38
- 2020 SO38
- 2020 SP38
- 2020 SQ38
- 2020 SR38
- 2020 SS38
- 2020 ST38
- 2020 SU38
- 2020 SV38
- 2020 SW38
- 2020 SX38
- 2020 SY38
- 2020 SZ38
- 2020 SB39
- 2020 SC39
- 2020 SD39
- 2020 SE39
- 2020 SF39
- 2020 SG39
- 2020 SH39
- 2020 SJ39
- 2020 SK39
- 2020 SL39
- 2020 SM39
- 2020 SO39
- 2020 SP39
- 2020 SQ39
- 2020 SR39
- 2020 SS39
- 2020 ST39
- 2020 SU39
- 2020 SV39
- 2020 SW39
- 2020 SX39
- 2020 SY39
- 2020 SZ39
- 2020 SA40
- 2020 SB40
- 2020 SC40
- 2020 SD40
- 2020 SE40
- 2020 SF40
- 2020 SG40
- 2020 SH40
- 2020 SJ40
- 2020 SK40
- 2020 SL40
- 2020 SM40
- 2020 SN40
- 2020 SO40
- 2020 SP40
- 2020 SQ40
- 2020 SR40
- 2020 SS40
- 2020 ST40
- 2020 SU40
- 2020 SV40
- 2020 SW40
- 2020 SX40
- 2020 SY40
- 2020 SZ40
- 2020 SA41
- 2020 SB41
- 2020 SC41
- 2020 SD41
- 2020 SE41
- 2020 SF41
- 2020 SG41
- 2020 SH41
- 2020 SJ41
- 2020 SK41
- 2020 SL41
- 2020 SM41
- 2020 SN41
- 2020 SO41
- 2020 SP41
- 2020 SQ41
- 2020 SR41
- 2020 SS41
- 2020 ST41
- 2020 SU41
- 2020 SV41
- 2020 SW41
- 2020 SX41
- 2020 SY41
- 2020 SZ41
- 2020 SA42
- 2020 SB42
- 2020 SC42
- 2020 SD42
- 2020 SE42
- 2020 SF42
- 2020 SG42
- 2020 SH42
- 2020 SJ42
- 2020 SK42
- 2020 SL42
- 2020 SM42
- 2020 SN42
- 2020 SO42
- 2020 SP42
- 2020 SQ42
- 2020 SR42
- 2020 SS42
- 2020 ST42
- 2020 SU42
- 2020 SV42
- 2020 SW42
- 2020 SX42
- 2020 SY42
- 2020 SZ42
- 2020 SA43
- 2020 SB43
- 2020 SC43
- 2020 SD43
- 2020 SE43
- 2020 SF43
- 2020 SG43
- 2020 SH43
- 2020 SJ43
- 2020 SK43
- 2020 SM43
- 2020 SN43
- 2020 SO43
- 2020 SP43
- 2020 SQ43
- 2020 SR43
- 2020 SS43
- 2020 ST43
- 2020 SU43
- 2020 SV43
- 2020 SW43
- 2020 SX43
- 2020 SY43
- 2020 SZ43
- 2020 SB44
- 2020 SC44
- 2020 SD44
- 2020 SE44
- 2020 SF44
- 2020 SG44
- 2020 SH44
- 2020 SJ44
- 2020 SK44
- 2020 SL44
- 2020 SM44
- 2020 SN44
- 2020 SO44
- 2020 SQ44
- 2020 SR44
- 2020 SS44
- 2020 ST44
- 2020 SU44
- 2020 SV44
- 2020 SW44
- 2020 SX44
- 2020 SY44
- 2020 SZ44
- 2020 SA45
- 2020 SB45
- 2020 SC45
- 2020 SE45
- 2020 SF45
- 2020 SG45
- 2020 SH45
- 2020 SJ45
- 2020 SK45
- 2020 SL45
- 2020 SM45
- 2020 SN45
- 2020 SO45
- 2020 SP45
- 2020 SQ45
- 2020 SR45
- 2020 SS45
- 2020 ST45
- 2020 SU45
- 2020 SV45
- 2020 SW45
- 2020 SX45
- 2020 SY45
- 2020 SZ45
- 2020 SA46
- 2020 SB46
- 2020 SC46
- 2020 SD46
- 2020 SE46
- 2020 SF46
- 2020 SG46
- 2020 SH46
- 2020 SJ46
- 2020 SK46
- 2020 SL46
- 2020 SM46
- 2020 SO46
- 2020 SP46
- 2020 SQ46
- 2020 SR46
- 2020 SS46
- 2020 ST46
- 2020 SU46
- 2020 SV46
- 2020 SW46
- 2020 SX46
- 2020 SY46
- 2020 SZ46
- 2020 SA47
- 2020 SC47
- 2020 SD47
- 2020 SE47
- 2020 SF47
- 2020 SG47
- 2020 SH47
- 2020 SJ47
- 2020 SK47
- 2020 SL47
- 2020 SM47
- 2020 SN47
- 2020 SO47
- 2020 SP47
- 2020 SQ47
- 2020 SR47
- 2020 SS47
- 2020 ST47
- 2020 SU47
- 2020 SV47
- 2020 SX47
- 2020 SY47
- 2020 SA48
- 2020 SB48
- 2020 SC48
- 2020 SD48
- 2020 SE48
- 2020 SF48
- 2020 SG48
- 2020 SH48
- 2020 SJ48
- 2020 SK48
- 2020 SL48
- 2020 SM48
- 2020 SN48
- 2020 SO48
- 2020 SQ48
- 2020 SR48
- 2020 SS48
- 2020 ST48
- 2020 SU48
- 2020 SV48
- 2020 SW48
- 2020 SX48
- 2020 SY48
- 2020 SZ48
- 2020 SA49
- 2020 SB49
- 2020 SC49
- 2020 SD49
- 2020 SE49
- 2020 SF49
- 2020 SG49
- 2020 SH49
- 2020 SJ49
- 2020 SK49
- 2020 SL49
- 2020 SM49
- 2020 SN49
- 2020 SO49
- 2020 SP49
- 2020 SQ49
- 2020 SR49
- 2020 SS49
- 2020 ST49
- 2020 SU49
- 2020 SV49
- 2020 SW49
- 2020 SX49
- 2020 SY49
- 2020 SZ49
- 2020 SA50
- 2020 SB50
- 2020 SC50
- 2020 SD50
- 2020 SE50
- 2020 SF50
- 2020 SG50
- 2020 SH50
- 2020 SJ50
- 2020 SK50
- 2020 SL50
- 2020 SM50
- 2020 SN50
- 2020 SO50
- 2020 SP50
- 2020 SQ50
- 2020 SR50
- 2020 SS50
- 2020 ST50
- 2020 SU50
- 2020 SV50
- 2020 SW50
- 2020 SX50
- 2020 SY50
- 2020 SZ50
- 2020 SA51
- 2020 SB51
- 2020 SC51
- 2020 SD51
- 2020 SE51
- 2020 SF51
- 2020 SG51
- 2020 SH51
- 2020 SJ51
- 2020 SK51
- 2020 SL51
- 2020 SM51
- 2020 SN51
- 2020 SO51
- 2020 SP51
- 2020 SQ51
- 2020 SR51
- 2020 SS51
- 2020 ST51
- 2020 SU51
- 2020 SV51
- 2020 SW51
- 2020 SX51
- 2020 SY51
- 2020 SZ51
- 2020 SA52
- 2020 SB52
- 2020 SC52
- 2020 SD52
- 2020 SE52
- 2020 SF52
- 2020 SG52
- 2020 SH52
- 2020 SJ52
- 2020 SK52
- 2020 SL52
- 2020 SM52
- 2020 SN52
- 2020 SO52
- 2020 SP52
- 2020 SQ52
- 2020 SR52
- 2020 SS52
- 2020 ST52
- 2020 SU52
- 2020 SV52
- 2020 SW52
- 2020 SX52
- 2020 SY52
- 2020 SZ52
- 2020 SA53
- 2020 SB53
- 2020 SC53
- 2020 SD53
- 2020 SE53
- 2020 SF53
- 2020 SG53
- 2020 SH53
- 2020 SK53
- 2020 SL53
- 2020 SM53
- 2020 SN53
- 2020 SO53
- 2020 SP53
- 2020 SQ53
- 2020 SR53
- 2020 ST53
- 2020 SU53
- 2020 SV53
- 2020 SW53
- 2020 SX53
- 2020 SY53
- 2020 SZ53
- 2020 SA54
- 2020 SB54
- 2020 SC54
- 2020 SD54
- 2020 SE54
- 2020 SF54
- 2020 SG54
- 2020 SH54
- 2020 SJ54
- 2020 SK54
- 2020 SL54
- 2020 SM54
- 2020 SN54
- 2020 SO54
- 2020 SP54
- 2020 SQ54
- 2020 SR54
- 2020 SS54
- 2020 ST54
- 2020 SU54
- 2020 SV54
- 2020 SX54
- 2020 SY54
- 2020 SZ54
- 2020 SA55
- 2020 SB55
- 2020 SC55
- 2020 SD55
- 2020 SE55
- 2020 SF55
- 2020 SG55
- 2020 SH55
- 2020 SJ55
- 2020 SK55
- 2020 SL55
- 2020 SM55
- 2020 SN55
- 2020 SO55
- 2020 SP55
- 2020 SQ55
- 2020 SR55
- 2020 SS55
- 2020 ST55
- 2020 SU55
- 2020 SV55
- 2020 SW55
- 2020 SX55
- 2020 SY55
- 2020 SZ55
- 2020 SA56
- 2020 SB56
- 2020 SC56
- 2020 SD56
- 2020 SE56
- 2020 SF56
- 2020 SG56
- 2020 SH56
- 2020 SJ56
- 2020 SK56
- 2020 SL56
- 2020 SM56
- 2020 SO56
- 2020 SP56
- 2020 SQ56
- 2020 SR56
- 2020 SS56
- 2020 ST56
- 2020 SU56
- 2020 SV56
- 2020 SW56
- 2020 SX56
- 2020 SY56
- 2020 SZ56
- 2020 SA57
- 2020 SB57
- 2020 SC57
- 2020 SD57
- 2020 SE57
- 2020 SF57
- 2020 SG57
- 2020 SH57
- 2020 SJ57
- 2020 SK57
- 2020 SL57
- 2020 SM57
- 2020 SN57
- 2020 SO57
- 2020 SP57
- 2020 SQ57
- 2020 SR57
- 2020 SS57
- 2020 ST57
- 2020 SU57
- 2020 SV57
- 2020 SW57
- 2020 SX57
- 2020 SY57
- 2020 SZ57
- 2020 SA58
- 2020 SB58
- 2020 SC58
- 2020 SD58
- 2020 SE58
- 2020 SF58
- 2020 SG58
- 2020 SH58
- 2020 SK58
- 2020 SL58
- 2020 SN58
- 2020 SO58
- 2020 SP58
- 2020 SQ58
- 2020 SS58
- 2020 ST58
- 2020 SU58
- 2020 SV58
- 2020 SW58
- 2020 SX58
- 2020 SY58
- 2020 SZ58
- 2020 SA59
- 2020 SB59
- 2020 SC59
- 2020 SD59
- 2020 SE59
- 2020 SF59
- 2020 SG59
- 2020 SK59
- 2020 SL59
- 2020 SM59
- 2020 SP59
- 2020 SQ59
- 2020 SR59
- 2020 SS59
- 2020 ST59
- 2020 SU59
- 2020 SV59
- 2020 SW59
- 2020 SX59
- 2020 SY59
- 2020 SZ59
- 2020 SA60
- 2020 SB60
- 2020 SC60
- 2020 SD60
- 2020 SE60
- 2020 SF60
- 2020 SG60
- 2020 SH60
- 2020 SJ60
- 2020 SK60
- 2020 SL60
- 2020 SM60
- 2020 SN60
- 2020 SS60
- 2020 ST60
- 2020 SU60
- 2020 SV60
- 2020 SW60
- 2020 SX60
- 2020 SY60
- 2020 SZ60
- 2020 SA61
- 2020 SB61
- 2020 SC61
- 2020 SD61
- 2020 SE61
- 2020 SF61
- 2020 SG61
- 2020 SH61
- 2020 SJ61
- 2020 SK61
- 2020 SM61
- 2020 SN61
- 2020 SO61
- 2020 SP61
- 2020 SQ61
- 2020 SR61
- 2020 SS61
- 2020 SU61
- 2020 SV61
- 2020 SW61
- 2020 SX61
- 2020 SY61
- 2020 SZ61
- 2020 SA62
- 2020 SB62
- 2020 SC62
- 2020 SD62
- 2020 SE62
- 2020 SF62
- 2020 SG62
- 2020 SH62
- 2020 SJ62
- 2020 SK62
- 2020 SL62
- 2020 SN62
- 2020 SP62
- 2020 SQ62
- 2020 SR62
- 2020 SS62
- 2020 ST62
- 2020 SU62
- 2020 SV62
- 2020 SW62
- 2020 SX62
- 2020 SA63
- 2020 SB63
- 2020 SC63
- 2020 SE63
- 2020 SH63
- 2020 SJ63
- 2020 SK63
- 2020 SL63
- 2020 SM63
- 2020 SN63
- 2020 SO63
- 2020 SP63
- 2020 SS63
- 2020 ST63
- 2020 SU63
- 2020 SV63
- 2020 SW63
- 2020 SX63
- 2020 SY63
- 2020 SZ63
- 2020 SA64
- 2020 SB64
- 2020 SC64
- 2020 SD64
- 2020 SE64
- 2020 SF64
- 2020 SG64
- 2020 SH64
- 2020 SJ64
- 2020 SK64
- 2020 SL64
- 2020 SM64
- 2020 SN64
- 2020 SO64
- 2020 SP64
- 2020 SQ64
- 2020 SR64
- 2020 SS64
- 2020 ST64
- 2020 SU64
- 2020 SV64
- 2020 SW64
- 2020 SY64
- 2020 SA65
- 2020 SB65
- 2020 SC65
- 2020 SD65
- 2020 SE65
- 2020 SF65
- 2020 SG65
- 2020 SH65
- 2020 SJ65
- 2020 SK65
- 2020 SL65
- 2020 SN65
- 2020 SO65
- 2020 SP65
- 2020 SQ65
- 2020 SR65
- 2020 SS65
- 2020 ST65
- 2020 SU65
- 2020 SV65
- 2020 SW65
- 2020 SX65
- 2020 SY65
- 2020 SZ65
- 2020 SA66
- 2020 SB66
- 2020 SC66
- 2020 SD66
- 2020 SE66
- 2020 SF66
- 2020 SG66
- 2020 SH66
- 2020 SJ66
- 2020 SK66
- 2020 SL66
- 2020 SM66
- 2020 SN66
- 2020 SO66
- 2020 SP66
- 2020 SQ66
- 2020 SR66
- 2020 SS66
- 2020 ST66
- 2020 SU66
- 2020 SV66
- 2020 SW66
- 2020 SX66
- 2020 SY66
- 2020 SZ66
- 2020 SA67
- 2020 SB67
- 2020 SC67
- 2020 SD67
- 2020 SE67
- 2020 SF67
- 2020 SG67
- 2020 SH67
- 2020 SJ67
- 2020 SK67
- 2020 SL67
- 2020 SM67
- 2020 SN67
- 2020 SO67
- 2020 SQ67
- 2020 SR67
- 2020 SS67
- 2020 ST67
- 2020 SU67
- 2020 SV67
- 2020 SW67
- 2020 SX67
- 2020 SY67
- 2020 SZ67
- 2020 SA68
- 2020 SB68
- 2020 SC68
- 2020 SD68
- 2020 SE68
- 2020 SF68
- 2020 SH68
- 2020 SJ68
- 2020 SK68
- 2020 SL68
- 2020 SM68
- 2020 SN68
- 2020 SO68
- 2020 SP68
- 2020 SQ68
- 2020 SR68
- 2020 SS68
- 2020 ST68
- 2020 SV68
- 2020 SW68
- 2020 SX68
- 2020 SY68
- 2020 SZ68
- 2020 SA69
- 2020 SB69
- 2020 SC69
- 2020 SD69
- 2020 SE69
- 2020 SF69
- 2020 SG69
- 2020 SH69
- 2020 SJ69
- 2020 SK69
- 2020 SL69
- 2020 SM69
- 2020 SN69
- 2020 SO69
- 2020 SP69
- 2020 SQ69
- 2020 SR69
- 2020 ST69
- 2020 SU69
- 2020 SV69
- 2020 SW69
- 2020 SX69
- 2020 SY69
- 2020 SZ69
- 2020 SA70
- 2020 SB70
- 2020 SC70
- 2020 SD70
- 2020 SE70
- 2020 SF70
- 2020 SG70
- 2020 SH70
- 2020 SJ70
- 2020 SK70
- 2020 SL70
- 2020 SM70
- 2020 SN70
- 2020 SP70
- 2020 SQ70
- 2020 SR70
- 2020 SS70
- 2020 ST70
- 2020 SU70
- 2020 SW70
- 2020 SX70
- 2020 SY70
- 2020 SA71
- 2020 SB71
- 2020 SC71
- 2020 SD71
- 2020 SE71
- 2020 SF71
- 2020 SH71
- 2020 SJ71
- 2020 SK71
- 2020 SL71
- 2020 SM71
- 2020 SN71
- 2020 SO71
- 2020 SP71
- 2020 SQ71
- 2020 SR71
- 2020 SS71
- 2020 ST71
- 2020 SU71
- 2020 SV71
- 2020 SX71
- 2020 SZ71
- 2020 SB72
- 2020 SC72
- 2020 SD72
- 2020 SE72
- 2020 SF72
- 2020 SG72
- 2020 SJ72
- 2020 SL72
- 2020 SM72
- 2020 SN72
- 2020 SO72
- 2020 SP72
- 2020 SQ72
- 2020 SR72
- 2020 SS72
- 2020 ST72
- 2020 SV72
- 2020 SW72
- 2020 SX72
- 2020 SY72
- 2020 SB73
- 2020 SC73
- 2020 SE73
- 2020 SF73
- 2020 SG73
- 2020 SH73
- 2020 SJ73
- 2020 SK73
- 2020 SL73
- 2020 SM73
- 2020 SN73
- 2020 SO73
- 2020 SP73
- 2020 SQ73
- 2020 SR73
- 2020 SS73
- 2020 ST73
- 2020 SU73
- 2020 SW73
- 2020 SX73
- 2020 SY73
- 2020 SZ73
- 2020 SA74
- 2020 SB74
- 2020 SC74
- 2020 SD74
- 2020 SE74
- 2020 SF74
- 2020 SH74
- 2020 SJ74
- 2020 SK74
- 2020 SL74
- 2020 SM74
- 2020 SN74
- 2020 SO74
- 2020 SP74
- 2020 SS74
- 2020 ST74
- 2020 SU74
- 2020 SV74
- 2020 SW74
- 2020 SX74
- 2020 SY74
- 2020 SZ74
- 2020 SA75
- 2020 SB75
- 2020 SC75
- 2020 SE75
- 2020 SF75
- 2020 SG75
- 2020 SH75
- 2020 SJ75
- 2020 SK75
- 2020 SL75
- 2020 SM75
- 2020 SN75
- 2020 SO75
- 2020 SP75
- 2020 SQ75
- 2020 SR75
- 2020 SS75
- 2020 SV75
- 2020 SY75
- 2020 SZ75
- 2020 SA76
- 2020 SB76
- 2020 SC76
- 2020 SD76
- 2020 SE76
- 2020 SF76
- 2020 SH76
- 2020 SJ76
- 2020 SL76
- 2020 SM76
- 2020 SN76
- 2020 SO76
- 2020 SP76
- 2020 SQ76
- 2020 SR76
- 2020 ST76
- 2020 SU76
- 2020 SV76
- 2020 SW76
- 2020 SY76
- 2020 SZ76
- 2020 SA77
- 2020 SB77
- 2020 SC77
- 2020 SD77
- 2020 SE77
- 2020 SF77
- 2020 SG77
- 2020 SJ77
- 2020 SK77
- 2020 SL77
- 2020 SN77
- 2020 SO77
- 2020 SP77
- 2020 SQ77
- 2020 SR77
- 2020 SS77
- 2020 ST77
- 2020 SU77
- 2020 SV77
- 2020 SW77
- 2020 SX77
- 2020 SY77
- 2020 SZ77
- 2020 SB78
- 2020 SC78
- 2020 SD78
- 2020 SE78
- 2020 SF78
- 2020 SG78
- 2020 SJ78
- 2020 SK78
- 2020 SL78
- 2020 SM78
- 2020 SN78
- 2020 SO78
- 2020 SP78
- 2020 SQ78
- 2020 SR78
- 2020 SS78
- 2020 ST78
- 2020 SU78
- 2020 SV78
- 2020 SW78
- 2020 SX78
- 2020 SY78
- 2020 SA79
- 2020 SB79
- 2020 SC79
- 2020 SD79
- 2020 SE79
- 2020 SF79
- 2020 SG79
- 2020 SH79
- 2020 SJ79
- 2020 SK79
- 2020 SL79
- 2020 SM79
- 2020 SN79
- 2020 SO79
- 2020 SP79
- 2020 SQ79
- 2020 SR79
- 2020 SS79
- 2020 ST79
- 2020 SV79
- 2020 SW79
- 2020 SX79
- 2020 SY79
- 2020 SZ79
- 2020 SB80
- 2020 SC80
- 2020 SD80
- 2020 SE80
- 2020 SH80
- 2020 SJ80
- 2020 SL80
- 2020 SM80
- 2020 SN80
- 2020 SO80
- 2020 SP80
- 2020 SQ80
- 2020 SR80
- 2020 SS80
- 2020 ST80
- 2020 SU80
- 2020 SV80
- 2020 SW80
- 2020 SX80
- 2020 SZ80
- 2020 SA81
- 2020 SB81
- 2020 SC81
- 2020 SD81
- 2020 SE81
- 2020 SF81
- 2020 SG81
- 2020 SJ81
- 2020 SK81
- 2020 SM81
- 2020 SN81
- 2020 SO81
- 2020 SP81
- 2020 SQ81
- 2020 SS81
- 2020 ST81
- 2020 SU81
- 2020 SV81
- 2020 SW81
- 2020 SX81
- 2020 SY81
- 2020 SZ81
- 2020 SA82
- 2020 SB82
- 2020 SC82
- 2020 SD82
- 2020 SE82
- 2020 SF82
- 2020 SG82
- 2020 SH82
- 2020 SJ82
- 2020 SL82
- 2020 SM82
- 2020 SO82
- 2020 SP82
- 2020 SQ82
- 2020 SR82
- 2020 SS82
- 2020 ST82
- 2020 SU82
- 2020 SV82
- 2020 SW82
- 2020 SX82
- 2020 SY82
- 2020 SZ82
- 2020 SB83
- 2020 SC83
- 2020 SE83
- 2020 SF83
- 2020 SG83
- 2020 SH83
- 2020 SJ83
- 2020 SL83
- 2020 SN83
- 2020 SO83
- 2020 SP83
- 2020 SS83
- 2020 ST83
- 2020 SV83
- 2020 SW83
- 2020 SX83
- 2020 SY83
- 2020 SZ83
- 2020 SB84
- 2020 SG84
- 2020 SJ84
- 2020 SL84
- 2020 SM84
- 2020 SN84
- 2020 SO84
- 2020 SP84
- 2020 SS84
- 2020 ST84
- 2020 SU84
- 2020 SV84
- 2020 SW84
- 2020 SX84
- 2020 SY84
- 2020 SZ84
- 2020 SA85
- 2020 SB85
- 2020 SC85
- 2020 SD85
- 2020 SE85
- 2020 SF85
- 2020 SG85
- 2020 SH85
- 2020 SJ85
- 2020 SL85
- 2020 SM85
- 2020 SN85
- 2020 SO85
- 2020 SP85
- 2020 SQ85
- 2020 SR85
- 2020 SS85
- 2020 ST85
- 2020 SU85
- 2020 SV85
- 2020 SW85
- 2020 SX85
- 2020 SY85
- 2020 SZ85
- 2020 SA86
- 2020 SB86
- 2020 SC86
- 2020 SD86
- 2020 SE86
- 2020 SF86
- 2020 SG86
- 2020 SH86
- 2020 SJ86
- 2020 SL86
- 2020 SM86
- 2020 SN86
- 2020 SO86
- 2020 SP86
- 2020 SQ86
- 2020 SR86
- 2020 SS86
- 2020 ST86
- 2020 SW86
- 2020 SX86
- 2020 SY86
- 2020 SZ86
- 2020 SA87
- 2020 SB87
- 2020 SC87
- 2020 SD87
- 2020 SE87
- 2020 SF87
- 2020 SG87
- 2020 SH87
- 2020 SJ87
- 2020 SK87
- 2020 SN87
- 2020 SO87
- 2020 SP87
- 2020 SQ87
- 2020 SR87
- 2020 SS87
- 2020 ST87
- 2020 SU87
- 2020 SV87
- 2020 SW87
- 2020 SX87
- 2020 SY87
- 2020 SZ87
- 2020 SA88
- 2020 SC88
- 2020 SD88
- 2020 SE88
- 2020 SF88
- 2020 SG88
- 2020 SH88
- 2020 SJ88
- 2020 SK88
- 2020 SL88
- 2020 SM88
- 2020 SN88
- 2020 SO88
- 2020 SP88
- 2020 SQ88
- 2020 SR88
- 2020 ST88
- 2020 SV88
- 2020 SW88
- 2020 SX88
- 2020 SY88
- 2020 SZ88
- 2020 SA89
- 2020 SB89
- 2020 SC89
- 2020 SD89
- 2020 SE89
- 2020 SF89
- 2020 SG89
- 2020 SH89
- 2020 SJ89
- 2020 SK89
- 2020 SL89
- 2020 SM89
- 2020 SN89
- 2020 SO89
- 2020 SP89
- 2020 SQ89
- 2020 SR89
- 2020 SS89
- 2020 ST89
- 2020 SU89
- 2020 SV89
- 2020 SW89
- 2020 SX89
- 2020 SY89
- 2020 SZ89
- 2020 SA90
- 2020 SB90
- 2020 SC90
- 2020 SD90
- 2020 SE90
- 2020 SF90
- 2020 SG90
- 2020 SH90
- 2020 SJ90
- 2020 SK90
- 2020 SL90
- 2020 SM90
- 2020 SN90
- 2020 SO90
- 2020 SP90
- 2020 SQ90
- 2020 SR90
- 2020 ST90
- 2020 SV90
- 2020 SW90
- 2020 SX90
- 2020 SZ90
- 2020 SA91
- 2020 SB91
- 2020 SC91
- 2020 SD91
- 2020 SE91
- 2020 SF91
- 2020 SG91
- 2020 SH91
- 2020 SJ91
- 2020 SK91
- 2020 SL91
- 2020 SM91
- 2020 SN91
- 2020 SO91
- 2020 SP91
- 2020 SQ91
- 2020 SR91
- 2020 SS91
- 2020 ST91
- 2020 SU91
- 2020 SV91
- 2020 SW91
- 2020 SX91
- 2020 SY91
- 2020 SZ91
- 2020 SA92
- 2020 SB92
- 2020 SC92
- 2020 SD92
- 2020 SE92
- 2020 SF92
- 2020 SG92
- 2020 SH92
- 2020 SJ92
- 2020 SK92
- 2020 SL92
- 2020 SM92
- 2020 SN92
- 2020 SO92
- 2020 SP92
- 2020 SQ92
- 2020 SR92
- 2020 SS92
- 2020 ST92
- 2020 SU92
- 2020 SV92
- 2020 SW92
- 2020 SX92
- 2020 SY92
- 2020 SZ92
- 2020 SA93
- 2020 SB93
- 2020 SC93
- 2020 SD93
- 2020 SE93
- 2020 SF93
- 2020 SG93
- 2020 SH93
- 2020 SJ93
- 2020 SK93
- 2020 SL93
- 2020 SM93
- 2020 SN93
- 2020 SO93
- 2020 SP93
- 2020 SQ93
- 2020 SR93
- 2020 SS93
- 2020 ST93
- 2020 SU93
- 2020 SV93
- 2020 SW93
- 2020 SX93
- 2020 SY93
- 2020 SZ93
- 2020 SA94
- 2020 SB94
- 2020 SC94
- 2020 SD94
- 2020 SE94
- 2020 SF94
- 2020 SG94
- 2020 SH94
- 2020 SJ94
- 2020 SK94
- 2020 SL94
- 2020 SM94
- 2020 SN94
- 2020 SO94
- 2020 SP94
- 2020 SQ94
- 2020 SR94
- 2020 SS94
- 2020 ST94
- 2020 SU94
- 2020 SW94
- 2020 SX94
- 2020 SY94
- 2020 SZ94
- 2020 SA95
- 2020 SB95
- 2020 SC95
- 2020 SD95
- 2020 SE95
- 2020 SF95
- 2020 SG95
- 2020 SH95
- 2020 SJ95
- 2020 SK95
- 2020 SL95
- 2020 SM95
- 2020 SN95
- 2020 SO95
- 2020 SP95
- 2020 SQ95
- 2020 SR95
- 2020 SS95
- 2020 ST95
- 2020 SU95
- 2020 SV95
- 2020 SW95
- 2020 SX95
- 2020 SY95
- 2020 SZ95
- 2020 SA96
- 2020 SB96
- 2020 SC96
- 2020 SD96
- 2020 SE96
- 2020 SF96
- 2020 SG96
- 2020 SH96
- 2020 SJ96
- 2020 SK96
- 2020 SL96
- 2020 SM96
- 2020 SN96
- 2020 SO96
- 2020 SP96
- 2020 SQ96
- 2020 SR96
- 2020 SS96
- 2020 ST96
- 2020 SU96
- 2020 SW96
- 2020 SX96
- 2020 SY96
- 2020 SZ96
- 2020 SA97
- 2020 SB97
- 2020 SE97
- 2020 SF97
- 2020 SG97
- 2020 SH97
- 2020 SJ97
- 2020 SK97
- 2020 SL97
- 2020 SM97
- 2020 SN97
- 2020 SO97
- 2020 SP97
- 2020 SQ97
- 2020 SR97
- 2020 SS97
- 2020 ST97
- 2020 SU97
- 2020 SV97
- 2020 SW97
- 2020 SX97
- 2020 SY97
- 2020 SA98
- 2020 SB98
- 2020 SC98
- 2020 SD98
- 2020 SE98
- 2020 SF98
- 2020 SH98
- 2020 SJ98
- 2020 SK98
- 2020 SL98
- 2020 SM98
- 2020 SN98
- 2020 SP98
- 2020 SQ98
- 2020 SR98
- 2020 SS98
- 2020 ST98
- 2020 SU98
- 2020 SV98
- 2020 SW98
- 2020 SX98
- 2020 SY98
- 2020 SZ98
- 2020 SA99
- 2020 SB99
- 2020 SC99
- 2020 SD99
- 2020 SE99
- 2020 SF99
- 2020 SG99
- 2020 SH99
- 2020 SK99
- 2020 SL99
- 2020 SM99
- 2020 SN99
- 2020 SO99
- 2020 SP99
- 2020 SQ99
- 2020 SR99
- 2020 SS99
- 2020 ST99
- 2020 SU99
- 2020 SV99
- 2020 SW99
- 2020 SX99
- 2020 SY99
- 2020 SZ99
- 2020 SA100
- 2020 SB100
- 2020 SC100
- 2020 SD100
- 2020 SE100
- 2020 SF100
- 2020 SG100
- 2020 SH100
- 2020 SJ100
- 2020 SK100
- 2020 SM100
- 2020 SN100
- 2020 SO100
- 2020 SP100
- 2020 SQ100
- 2020 SR100
- 2020 SS100
- 2020 SU100
- 2020 SV100
- 2020 SW100
- 2020 SX100
- 2020 SY100
- 2020 SZ100
- 2020 SA101
- 2020 SB101
- 2020 SC101
- 2020 SD101
- 2020 SE101
- 2020 SF101
- 2020 SG101
- 2020 SH101
- 2020 SJ101
- 2020 SK101
- 2020 SL101
- 2020 SM101
- 2020 SN101
- 2020 SO101
- 2020 SP101
- 2020 SQ101
- 2020 SR101
- 2020 SS101
- 2020 ST101
- 2020 SU101
- 2020 SV101
- 2020 SW101
- 2020 SX101
- 2020 SY101
- 2020 SZ101
- 2020 SA102
- 2020 SB102
- 2020 SC102
- 2020 SD102
- 2020 SE102
- 2020 SF102
- 2020 SG102
- 2020 SH102
- 2020 SJ102
- 2020 SK102
- 2020 SL102
- 2020 SM102
- 2020 SN102
- 2020 SO102
- 2020 SP102
- 2020 SQ102
- 2020 SR102
- 2020 SS102
- 2020 ST102
- 2020 SU102
- 2020 SV102
- 2020 SW102
- 2020 SX102
- 2020 SY102
- 2020 SZ102
- 2020 SA103
- 2020 SB103
- 2020 SC103
- 2020 SD103
- 2020 SE103
- 2020 SF103
- 2020 SG103
- 2020 SH103
- 2020 SJ103
- 2020 SK103
- 2020 SL103
- 2020 SM103
- 2020 SN103
- 2020 SO103
- 2020 SP103
- 2020 SQ103
- 2020 SR103
- 2020 SS103
- 2020 ST103
- 2020 SU103
- 2020 SV103
- 2020 SW103
- 2020 SX103
- 2020 SY103
- 2020 SZ103
- 2020 SA104
- 2020 SB104
- 2020 SC104
- 2020 SD104
- 2020 SE104
- 2020 SF104
- 2020 SH104
- 2020 SJ104
- 2020 SK104
- 2020 SL104
- 2020 SM104
- 2020 SN104
- 2020 SO104
- 2020 SP104
- 2020 SQ104
- 2020 SR104
- 2020 SS104
- 2020 ST104
- 2020 SU104
- 2020 SV104
- 2020 SW104
- 2020 SX104
- 2020 SY104
- 2020 SZ104
- 2020 SA105
- 2020 SB105
- 2020 SC105
- 2020 SD105
- 2020 SE105
- 2020 SF105
- 2020 SG105
- 2020 SH105
- 2020 SJ105
- 2020 SK105
- 2020 SL105
- 2020 SM105
- 2020 SN105
- 2020 SO105
- 2020 SP105
- 2020 SQ105
- 2020 SR105
- 2020 SS105
- 2020 SU105
- 2020 SV105
- 2020 SW105
- 2020 SX105
- 2020 SY105
- 2020 SZ105
- 2020 SA106
- 2020 SB106
- 2020 SC106
- 2020 SD106
- 2020 SE106
- 2020 SG106
- 2020 SH106
- 2020 SJ106
- 2020 SK106
- 2020 SL106
- 2020 SM106
- 2020 SN106
- 2020 SO106
- 2020 SP106
- 2020 SQ106
- 2020 SR106
- 2020 SS106
- 2020 ST106
- 2020 SU106
- 2020 SV106
- 2020 SW106
- 2020 SX106
- 2020 SY106
- 2020 SZ106
- 2020 SA107
- 2020 SB107
- 2020 SC107
- 2020 SD107
- 2020 SE107
- 2020 SF107
- 2020 SG107
- 2020 SH107
- 2020 SJ107
- 2020 SK107
- 2020 SL107
- 2020 SM107
- 2020 SN107
- 2020 SO107
- 2020 SP107
- 2020 SQ107
- 2020 SR107
- 2020 SS107
- 2020 ST107
- 2020 SU107
- 2020 SV107
- 2020 SW107
- 2020 SX107
- 2020 SY107
- 2020 SZ107
- 2020 SA108
- 2020 SB108
- 2020 SC108
- 2020 SD108
- 2020 SE108
- 2020 SF108
- 2020 SG108
- 2020 SH108
- 2020 SJ108
- 2020 SK108
- 2020 SL108
- 2020 SM108
- 2020 SN108
- 2020 SO108
- 2020 SP108
- 2020 SQ108
- 2020 SR108
- 2020 ST108
- 2020 SU108
- 2020 SW108
- 2020 SX108
- 2020 SY108
- 2020 SZ108
- 2020 SA109
- 2020 SB109
- 2020 SC109
- 2020 SD109
- 2020 SE109
- 2020 SF109
- 2020 SG109
- 2020 SH109
- 2020 SJ109
- 2020 SK109
- 2020 SL109
- 2020 SM109
- 2020 SN109
- 2020 SO109
- 2020 SP109
- 2020 SQ109
- 2020 SR109
- 2020 SS109
- 2020 ST109
- 2020 SU109
- 2020 SV109
- 2020 SW109
- 2020 SX109
- 2020 SY109
- 2020 SZ109
- 2020 SA110
- 2020 SB110
- 2020 SC110
- 2020 SD110
- 2020 SE110
- 2020 SF110
- 2020 SG110
- 2020 SH110
- 2020 SJ110
- 2020 SK110
- 2020 SL110
- 2020 SM110
- 2020 SN110
- 2020 SO110
- 2020 SP110
- 2020 SR110
- 2020 SS110
- 2020 ST110
- 2020 SV110
- 2020 SW110
- 2020 SX110
- 2020 SY110
- 2020 SZ110
- 2020 SA111
- 2020 SB111
- 2020 SC111
- 2020 SD111
- 2020 SE111
- 2020 SF111
- 2020 SH111
- 2020 SJ111
- 2020 SK111
- 2020 SL111
- 2020 SM111
- 2020 SN111
- 2020 SO111
- 2020 SP111
- 2020 SQ111
- 2020 SR111
- 2020 SS111
- 2020 ST111
- 2020 SU111
- 2020 SV111
- 2020 SW111
- 2020 SX111
- 2020 SY111
- 2020 SA112
- 2020 SB112
- 2020 SC112
- 2020 SD112
- 2020 SE112
- 2020 SF112
- 2020 SG112
- 2020 SJ112
- 2020 SK112
- 2020 SL112
- 2020 SM112
- 2020 SN112
- 2020 SO112
- 2020 SP112
- 2020 SQ112
- 2020 SR112
- 2020 SS112
- 2020 ST112
- 2020 SU112
- 2020 SV112
- 2020 SW112
- 2020 SX112
- 2020 SY112
- 2020 SZ112
- 2020 SA113
- 2020 SB113
- 2020 SC113
- 2020 SD113
- 2020 SE113
- 2020 SF113
- 2020 SG113
- 2020 SH113
- 2020 SJ113
- 2020 SK113
- 2020 SL113
- 2020 SM113
- 2020 SN113
- 2020 SO113
- 2020 SP113
- 2020 SQ113
- 2020 SR113
- 2020 SS113
- 2020 ST113
- 2020 SU113
- 2020 SV113
- 2020 SW113
- 2020 SX113
- 2020 SY113
- 2020 SZ113
- 2020 SA114
- 2020 SB114
- 2020 SC114
- 2020 SD114
- 2020 SE114
- 2020 SF114
- 2020 SG114
- 2020 SH114
- 2020 SJ114
- 2020 SK114
- 2020 SL114
- 2020 SM114
- 2020 SN114
- 2020 SO114
- 2020 SP114
- 2020 SQ114
- 2020 SR114
- 2020 SS114
- 2020 ST114
- 2020 SU114
- 2020 SV114
- 2020 SW114
- 2020 SX114
- 2020 SY114
- 2020 SZ114
- 2020 SB115
- 2020 SC115
- 2020 SD115
- 2020 SE115
- 2020 SF115
- 2020 SG115
- 2020 SH115
- 2020 SJ115
- 2020 SK115
- 2020 SL115
- 2020 SM115
- 2020 SN115
- 2020 SO115
- 2020 SP115
- 2020 SQ115
- 2020 SR115
- 2020 SS115
- 2020 ST115
- 2020 SU115
- 2020 SV115
- 2020 SW115
- 2020 SX115
- 2020 SY115
- 2020 SZ115
- 2020 SA116
- 2020 SB116
- 2020 SC116
- 2020 SD116
- 2020 SE116
- 2020 SF116
- 2020 SG116
- 2020 SH116
- 2020 SJ116
- 2020 SK116
- 2020 SL116
- 2020 SM116
- 2020 SN116
- 2020 SO116
- 2020 SP116
- 2020 SQ116
- 2020 SR116
- 2020 SS116
- 2020 ST116
- 2020 SU116
- 2020 SV116
- 2020 SW116
- 2020 SX116
- 2020 SY116
- 2020 SZ116
- 2020 SA117
- 2020 SB117
- 2020 SC117
- 2020 SD117
- 2020 SE117
- 2020 SF117
- 2020 SG117
- 2020 SH117
- 2020 SJ117
- 2020 SK117
- 2020 SL117
- 2020 SM117
- 2020 SN117
- 2020 SO117
- 2020 SP117
- 2020 SQ117
- 2020 SR117
- 2020 SS117
- 2020 ST117
- 2020 SU117
- 2020 SV117
- 2020 SW117
- 2020 SX117
- 2020 SY117
- 2020 SZ117
- 2020 SA118
- 2020 SB118
- 2020 SC118
- 2020 SD118
- 2020 SE118
- 2020 SF118
- 2020 SG118
- 2020 SH118
- 2020 SJ118
- 2020 SK118
- 2020 SL118
- 2020 SM118
- 2020 SN118
- 2020 SO118
- 2020 SP118
- 2020 SQ118
- 2020 SR118
- 2020 SS118
- 2020 ST118
- 2020 SU118
- 2020 SV118
- 2020 SW118
- 2020 SX118
- 2020 SY118
- 2020 SZ118
- 2020 SA119
- 2020 SB119
- 2020 SC119
- 2020 SD119
- 2020 SE119
- 2020 SF119
- 2020 SG119
- 2020 SH119
- 2020 SJ119
- 2020 SK119
- 2020 SL119
- 2020 SM119
- 2020 SN119
- 2020 SO119
- 2020 SP119
- 2020 SQ119
- 2020 SR119
- 2020 SS119
- 2020 ST119
- 2020 SU119
- 2020 SV119
- 2020 SW119
- 2020 SY119
- 2020 SZ119
- 2020 SA120
- 2020 SB120
- 2020 SC120
- 2020 SD120
- 2020 SE120
- 2020 SF120
- 2020 SG120
- 2020 SH120
- 2020 SJ120
- 2020 SK120
- 2020 SL120
- 2020 SM120
- 2020 SN120
- 2020 SO120
- 2020 SP120
- 2020 SQ120
- 2020 SR120
- 2020 SS120
- 2020 ST120
- 2020 SU120
- 2020 SV120
- 2020 SW120
- 2020 SX120
- 2020 SY120
- 2020 SZ120
- 2020 SA121
- 2020 SB121
- 2020 SC121
- 2020 SD121
- 2020 SE121
- 2020 SF121
- 2020 SG121
- 2020 SH121
- 2020 SJ121
- 2020 SK121
- 2020 SL121
- 2020 SN121
- 2020 SO121
- 2020 SP121
- 2020 SQ121
- 2020 SR121
- 2020 SS121
- 2020 ST121
- 2020 SU121
- 2020 SV121
- 2020 SW121
- 2020 SX121
- 2020 SY121
- 2020 SZ121
- 2020 SA122
- 2020 SB122
- 2020 SC122
- 2020 SD122
- 2020 SE122
- 2020 SF122
- 2020 SG122
- 2020 SH122
- 2020 SJ122
- 2020 SK122
- 2020 SL122
- 2020 SM122
- 2020 SN122
- 2020 SO122
- 2020 SP122
- 2020 SQ122
- 2020 SR122
- 2020 SS122
- 2020 ST122
- 2020 SU122
- 2020 SV122
- 2020 SW122
- 2020 SX122
- 2020 SY122
- 2020 SZ122
- 2020 SA123
- 2020 SB123
- 2020 SC123
- 2020 SD123
- 2020 SE123
- 2020 SF123
- 2020 SG123
- 2020 SH123
- 2020 SJ123
- 2020 SK123
- 2020 SL123
- 2020 SM123
- 2020 SN123
- 2020 SO123
- 2020 SP123
- 2020 SQ123
- 2020 SR123
- 2020 SS123
- 2020 ST123
- 2020 SU123
- 2020 SV123
- 2020 SW123
- 2020 SX123
- 2020 SY123
- 2020 SZ123
- 2020 SA124
- 2020 SB124
- 2020 SC124
- 2020 SD124
- 2020 SE124
- 2020 SF124
- 2020 SG124
- 2020 SH124
- 2020 SJ124
- 2020 SK124
- 2020 SL124
- 2020 SM124